# Chemin de fer du Blanc-Argent

Streckenkarte am Bahnhof Valençay

| Streckenverlauf |                     |                                                                      |                                                                      |
| Spurweite: | 1000 mm (Meterspur) |                                                                      |                                                                      |
| |                     |                                                                      |                                                                      |
| \| \| \| Bahnstrecke Auxy-Juranville–Bourges nach Juranville \| \| \| \| \| Bahnstrecke Gien–Argent nach Gien \| \| \| \| 220,127 \| Argent \| Argent \| \| \| \| SE nach La Guerche-sur-l’Aubois \| \| \| \| \| Bahnstrecke Auxy-Juranville–Bourges nach Bourges \| \| \| \| 209,184 \| Clémont \| Clémont \| \| \| 205,883 \| Brinon-sur-Sauldre \| Brinon-sur-Sauldre \| \| \| 195,593 \| Pierrefitte-sur-Sauldre \| Pierrefitte-sur-Sauldre \| \| \| 189,394 \| Souesmes \| Souesmes \| \| \| 185,308 \| Loges \| Loges \| \| \| \| \| \| \| \| \| Bahnstrecke Les Aubrais-Orléans–Montauban-Ville-Bourbon nach Orléans \| \| \| \| \| \| \| \| \| 178,665 \| Salbris \| Salbris \| \| \| \| \| \| \| \| \| \| \| \| \| \| Bahnstrecke Les Aubrais-Orléans–Montauban-Ville-Bourbon nach Vierzon \| \| \| \| \| \| \| \| \| 181,756 \| Autobahn A71 \| Autobahn A71 \| \| \| 187,815 \| La Ferté-Imbault \| La Ferté-Imbault \| \| \| 189,716 \| Sauldre \| (37 m) \| \| \| 190,660 \| Selles-Saint-Denis \| Selles-Saint-Denis \| \| \| 197,348 \| Loreux \| Loreux \| \| \| 201,044 \| Villeherviers \| Villeherviers \| \| \| 205,396 \| Faubourg-d'Orléans \| Faubourg-d'Orléans \| \| \| \| Bahnstrecke Villefranche-sur-Cher–Blois nach Blois \| \| \| \| 207,088 \| Sauldre \| (42 m) \| \| \| 207,279 \| Romorantin-Lanthenay \| Romorantin-Lanthenay \| \| \| \| Bahnstrecke Villefranche-sur-Cher–Blois nach Villefranche \| \| \| \| 210,767 \| Autobahn A85 \| Autobahn A85 \| \| \| 211,275 \| Les Quatre-Roues \| Les Quatre-Roues \| \| \| 214,424 \| Pruniers \| Pruniers \| \| \| \| Bahnstrecke Vierzon–Saint-Pierre-des-Corps nach Vierzon \| \| \| \| 218,573 \| Gièvres \| Gièvres \| \| \| \| Bahnstrecke Vierzon–Saint-Pierre-des-Corps nach Tours \| \| \| \| 219,829 \| Canal de Berry \| (25 m) \| \| \| 220,253 \| Cher (Talbrücke) \| (160 m) \| \| \| 220,748 \| Cher (Talbrücke) \| (160 m) \| \| \| 219,829 \| Cher \| (124 m) \| \| \| 222,092 \| Chabris \| Chabris \| \| \| 223,364 \| Fouzon \| (23 m) \| \| \| 223,794 \| Fouzon \| (11 m) \| \| \| 223,870 \| Nahon \| (23 m) \| \| \| 227,343 \| Varennes-sur-Fouzon \| Varennes-sur-Fouzon \| \| \| \| TI nach Châteauroux \| \| \| \| 234,688 \| Valençay \| Valençay \| \| \| 240,655 \| La Gauterie \| La Gauterie \| \| \| 245,128 \| Modon \| (13 m) \| \| \| 240,655 \| Luçay-le-Mâle \| Luçay-le-Mâle \| \| \| 249,050 \| La Foulquetière \| La Foulquetière \| \| \| \| Terre-Neuve \| \| \| \| \| CFD nach Ligueil \| \| \| \| 254,671 \| Écueillé \| Écueillé \| \| \| 263,744 \| Heugnes \| Heugnes \| \| \| 268,253 \| Pellevoisin \| Pellevoisin \| \| \| 271,200 \| Juscop \| Juscop \| \| \| 273,403 \| Argy \| Argy \| \| \| \| \| \| \| \| \| Indre \| \| \| \| \| Bahnstrecke Joué-lès-Tours–Châteauroux nach Tours \| \| \| \| 280,028 \| Buzançais \| Buzançais \| \| \| \| Bahnstrecke Joué-lès-Tours–Châteauroux nach Châteauroux \| \| \| \| \| Bonneau-Habilly \| \| \| \| 284,046 \| Chaventon \| Chaventon \| \| \| 290,903 \| Vendœuvres \| Vendœuvres \| \| \| 299,435 \| Subtray \| Subtray \| \| \| \| Mézières-en-Brenne \| \| \| \| 307,147 \| Saint-Michel-Saint-Cyran \| Saint-Michel-Saint-Cyran \| \| \| 313,585 \| Lingé \| Lingé \| \| \| \| Douadic \| \| \| \| 323,079 \| Azé \| Azé \| \| \| \| \| \| \| \| \| Bahnstrecke Port-de-Piles–Argenton-sur-Creuse nach Châtellerault \| \| \| \| \| \| \| \| \| 327,838 \| Le Blanc \| Le Blanc \| \| \| \| beide nach Argenton-sur-Creuse \| \| |                     |                                                                      |                                                                      |
| |                     | Bahnstrecke Auxy-Juranville–Bourges nach Juranville                  |                                                                      |
| Abzweig geradeaus und ehemals von links |                     | Bahnstrecke Gien–Argent nach Gien                                    | Bahnstrecke Gien–Argent nach Gien                                    |
| U-Bahn-Kopfbahnhof Streckenanfang (Strecke außer Betrieb) · Bahnhof | 220,127             | Argent                                                               | Argent                                                               |
| U-Bahn-Abzweig geradeaus und nach links (Strecke außer Betrieb) · Kreuzung geradeaus unten · U-Bahn-Strecke quer |                     | SE nach La Guerche-sur-l’Aubois                                      | SE nach La Guerche-sur-l’Aubois                                      |
| U-Bahn-Strecke · Strecke nach links |                     | Bahnstrecke Auxy-Juranville–Bourges nach Bourges                     | Bahnstrecke Auxy-Juranville–Bourges nach Bourges                     |
| U-Bahn-Haltepunkt / Haltestelle (Strecke außer Betrieb) | 209,184             | Clémont                                                              | Clémont                                                              |
| U-Bahn-Haltepunkt / Haltestelle (Strecke außer Betrieb) | 205,883             | Brinon-sur-Sauldre                                                   | Brinon-sur-Sauldre                                                   |
| U-Bahn-Haltepunkt / Haltestelle (Strecke außer Betrieb) | 195,593             | Pierrefitte-sur-Sauldre                                              | Pierrefitte-sur-Sauldre                                              |
| U-Bahn-Haltepunkt / Haltestelle (Strecke außer Betrieb) | 189,394             | Souesmes                                                             | Souesmes                                                             |
| U-Bahn-Strecke nach links · U-Bahn-Strecke quer · U-Bahn-Haltepunkt / Haltestelle quer · U-Bahn-Strecke von rechts (außer Betrieb) | 185,308             | Loges                                                                | Loges                                                                |
| |                     |                                                                      |                                                                      |
| Strecke von rechts · U-Bahn-Strecke (außer Betrieb) |                     | Bahnstrecke Les Aubrais-Orléans–Montauban-Ville-Bourbon nach Orléans | Bahnstrecke Les Aubrais-Orléans–Montauban-Ville-Bourbon nach Orléans |
| |                     |                                                                      |                                                                      |
| Bahnhof · U-Bahn-Kopfbahnhof Streckenanfang · U-Bahn-Strecke | 178,665             | Salbris                                                              | Salbris                                                              |
| Strecke · U-Bahn-Abzweig geradeaus und ehemals nach links · U-Bahn-Strecke nach rechts |                     |                                                                      |                                                                      |
| |                     |                                                                      |                                                                      |
| Strecke nach links · U-Bahn-Kreuzung geradeaus oben · Strecke quer |                     | Bahnstrecke Les Aubrais-Orléans–Montauban-Ville-Bourbon nach Vierzon | Bahnstrecke Les Aubrais-Orléans–Montauban-Ville-Bourbon nach Vierzon |
| |                     |                                                                      |                                                                      |
| U-Bahn-Strecke mit Straßenbrücke | 181,756             | Autobahn A71                                                         | Autobahn A71                                                         |
| U-Bahn-Haltepunkt / Haltestelle | 187,815             | La Ferté-Imbault                                                     | La Ferté-Imbault                                                     |
| U-Bahn-Brücke über Wasserlauf | 189,716             | Sauldre                                                              | (37 m)                                                               |
| U-Bahn-Haltepunkt / Haltestelle | 190,660             | Selles-Saint-Denis                                                   | Selles-Saint-Denis                                                   |
| U-Bahn-Haltepunkt / Haltestelle | 197,348             | Loreux                                                               | Loreux                                                               |
| U-Bahn-Haltepunkt / Haltestelle | 201,044             | Villeherviers                                                        | Villeherviers                                                        |
| U-Bahn-Haltepunkt / Haltestelle | 205,396             | Faubourg-d'Orléans                                                   | Faubourg-d'Orléans                                                   |
| Strecke quer · U-Bahn-Kreuzung geradeaus oben · Strecke von rechts (außer Betrieb) |                     | Bahnstrecke Villefranche-sur-Cher–Blois nach Blois                   | Bahnstrecke Villefranche-sur-Cher–Blois nach Blois                   |
| U-Bahn-Brücke über Wasserlauf · Brücke über Wasserlauf | 207,088             | Sauldre                                                              | (42 m)                                                               |
| U-Bahn-Bahnhof · Bahnhof | 207,279             | Romorantin-Lanthenay                                                 | Romorantin-Lanthenay                                                 |
| U-Bahn-Strecke · Strecke nach links (außer Betrieb) |                     | Bahnstrecke Villefranche-sur-Cher–Blois nach Villefranche            | Bahnstrecke Villefranche-sur-Cher–Blois nach Villefranche            |
| U-Bahn-Strecke mit Straßenbrücke | 210,767             | Autobahn A85                                                         | Autobahn A85                                                         |
| U-Bahn-Haltepunkt / Haltestelle | 211,275             | Les Quatre-Roues                                                     | Les Quatre-Roues                                                     |
| U-Bahn-Haltepunkt / Haltestelle | 214,424             | Pruniers                                                             | Pruniers                                                             |
| U-Bahn-Strecke · Strecke von links |                     | Bahnstrecke Vierzon–Saint-Pierre-des-Corps nach Vierzon              | Bahnstrecke Vierzon–Saint-Pierre-des-Corps nach Vierzon              |
| U-Bahn-Bahnhof · Bahnhof | 218,573             | Gièvres                                                              | Gièvres                                                              |
| U-Bahn-Kreuzung geradeaus unten · Strecke nach rechts |                     | Bahnstrecke Vierzon–Saint-Pierre-des-Corps nach Tours                | Bahnstrecke Vierzon–Saint-Pierre-des-Corps nach Tours                |
| U-Bahn-Brücke über Wasserlauf | 219,829             | Canal de Berry                                                       | (25 m)                                                               |
| U-Bahn-Brücke | 220,253             | Cher (Talbrücke)                                                     | (160 m)                                                              |
| U-Bahn-Brücke | 220,748             | Cher (Talbrücke)                                                     | (160 m)                                                              |
| U-Bahn-Brücke über Wasserlauf | 219,829             | Cher                                                                 | (124 m)                                                              |
| U-Bahn-Bahnhof | 222,092             | Chabris                                                              | Chabris                                                              |
| U-Bahn-Brücke über Wasserlauf | 223,364             | Fouzon                                                               | (23 m)                                                               |
| U-Bahn-Brücke über Wasserlauf | 223,794             | Fouzon                                                               | (11 m)                                                               |
| U-Bahn-Brücke über Wasserlauf | 223,870             | Nahon                                                                | (23 m)                                                               |
| U-Bahn-Haltepunkt / Haltestelle | 227,343             | Varennes-sur-Fouzon                                                  | Varennes-sur-Fouzon                                                  |
| U-Bahn-Abzweig geradeaus und ehemals von links |                     | TI nach Châteauroux                                                  | TI nach Châteauroux                                                  |
| U-Bahn-Bahnhof | 234,688             | Valençay                                                             | Valençay                                                             |
| ehemaliger U-Bahn-Haltepunkt / Haltestelle | 240,655             | La Gauterie                                                          | La Gauterie                                                          |
| U-Bahn-Brücke über Wasserlauf | 245,128             | Modon                                                                | (13 m)                                                               |
| U-Bahn-Bahnhof | 240,655             | Luçay-le-Mâle                                                        | Luçay-le-Mâle                                                        |
| U-Bahn-Haltepunkt / Haltestelle | 249,050             | La Foulquetière                                                      | La Foulquetière                                                      |
| U-Bahn-Haltepunkt / Haltestelle |                     | Terre-Neuve                                                          | Terre-Neuve                                                          |
| U-Bahn-Abzweig geradeaus und ehemals von rechts |                     | CFD nach Ligueil                                                     | CFD nach Ligueil                                                     |
| U-Bahn-Bahnhof | 254,671             | Écueillé                                                             | Écueillé                                                             |
| U-Bahn-Bahnhof | 263,744             | Heugnes                                                              | Heugnes                                                              |
| U-Bahn-Haltepunkt / Haltestelle | 268,253             | Pellevoisin                                                          | Pellevoisin                                                          |
| U-Bahn-Haltepunkt / Haltestelle | 271,200             | Juscop                                                               | Juscop                                                               |
| U-Bahn-Kopfbahnhof Strecke ab hier außer Betrieb | 273,403             | Argy                                                                 | Argy                                                                 |
| |                     |                                                                      |                                                                      |
| U-Bahn-Brücke über Wasserlauf |                     | Indre                                                                | Indre                                                                |
| U-Bahn-Kreuzung · Strecke von rechts |                     | Bahnstrecke Joué-lès-Tours–Châteauroux nach Tours                    | Bahnstrecke Joué-lès-Tours–Châteauroux nach Tours                    |
| U-Bahn-Kopfbahnhof Strecke ab hier außer Betrieb · Bahnhof | 280,028             | Buzançais                                                            | Buzançais                                                            |
| U-Bahn-Strecke · Strecke nach links |                     | Bahnstrecke Joué-lès-Tours–Châteauroux nach Châteauroux              | Bahnstrecke Joué-lès-Tours–Châteauroux nach Châteauroux              |
| U-Bahn-Haltepunkt / Haltestelle (Strecke außer Betrieb) |                     | Bonneau-Habilly                                                      | Bonneau-Habilly                                                      |
| U-Bahn-Haltepunkt / Haltestelle (Strecke außer Betrieb) | 284,046             | Chaventon                                                            | Chaventon                                                            |
| U-Bahn-Bahnhof (Strecke außer Betrieb) | 290,903             | Vendœuvres                                                           | Vendœuvres                                                           |
| U-Bahn-Bahnhof (Strecke außer Betrieb) | 299,435             | Subtray                                                              | Subtray                                                              |
| U-Bahn-Haltepunkt / Haltestelle (Strecke außer Betrieb) |                     | Mézières-en-Brenne                                                   | Mézières-en-Brenne                                                   |
| U-Bahn-Haltepunkt / Haltestelle (Strecke außer Betrieb) | 307,147             | Saint-Michel-Saint-Cyran                                             | Saint-Michel-Saint-Cyran                                             |
| U-Bahn-Haltepunkt / Haltestelle (Strecke außer Betrieb) | 313,585             | Lingé                                                                | Lingé                                                                |
| U-Bahn-Haltepunkt / Haltestelle (Strecke außer Betrieb) |                     | Douadic                                                              | Douadic                                                              |
| U-Bahn-Haltepunkt / Haltestelle (Strecke außer Betrieb) | 323,079             | Azé                                                                  | Azé                                                                  |
| |                     |                                                                      |                                                                      |
| Strecke quer · Strecke von rechts · U-Bahn-Strecke |                     | Bahnstrecke Port-de-Piles–Argenton-sur-Creuse nach Châtellerault     | Bahnstrecke Port-de-Piles–Argenton-sur-Creuse nach Châtellerault     |
| |                     |                                                                      |                                                                      |
| Bahnhof · U-Bahn-Kopfbahnhof Streckenende · U-Bahn-Kopfbahnhof Streckenanfang | 327,838             | Le Blanc                                                             | Le Blanc                                                             |
| Strecke · U-Bahn-Strecke |                     | beide nach Argenton-sur-Creuse                                       | beide nach Argenton-sur-Creuse                                       |

Der Chemin de fer du Blanc-Argent ist eine Schmalspurbahn der Spurweite 1000 mm (Meterspur) in Zentralfrankreich. Ursprünglich verband sie Le Blanc im Département Indre über Romorantin mit Salbris an der Bahnstrecke nach Orléans und führte von dort weiter bis Argent-sur-Sauldre. Heute ist die Strecke auf den Reisezugverkehr im Abschnitt Valençay-Luçay-le-Mâle–Romorantin–Salbris beschränkt. Zwischen Argy und Luçay-le-Mâle verkehrt eine Museumsbahn.

## Vorgeschichte
Bereits unter Napoleon III. wurde eine Verbindung der Hauptachsen Paris–Orléans–Bordeaux und Orléans–Clermont-Ferrand erwogen. Den Ausschlag für den Bau der Bahn gab jedoch erst der Deutsch-Französische Krieg, als die preußischen Soldaten 1870 rasch bis Orléans vorgerückt waren. Damals wurde offenbar, dass die französischen Eisenbahnen des Zweiten Kaiserreichs nur schwer in der Lage waren, die eigenen Truppen zu versorgen. Charles de Freycinet, ab 1877 Ministre des travaux publics (etwa: Minister für öffentliche Arbeiten), sah daher vor, durch den Bau von 22.000 km zusätzlicher Strecken das Bahnnetz engmaschiger zu gestalten.

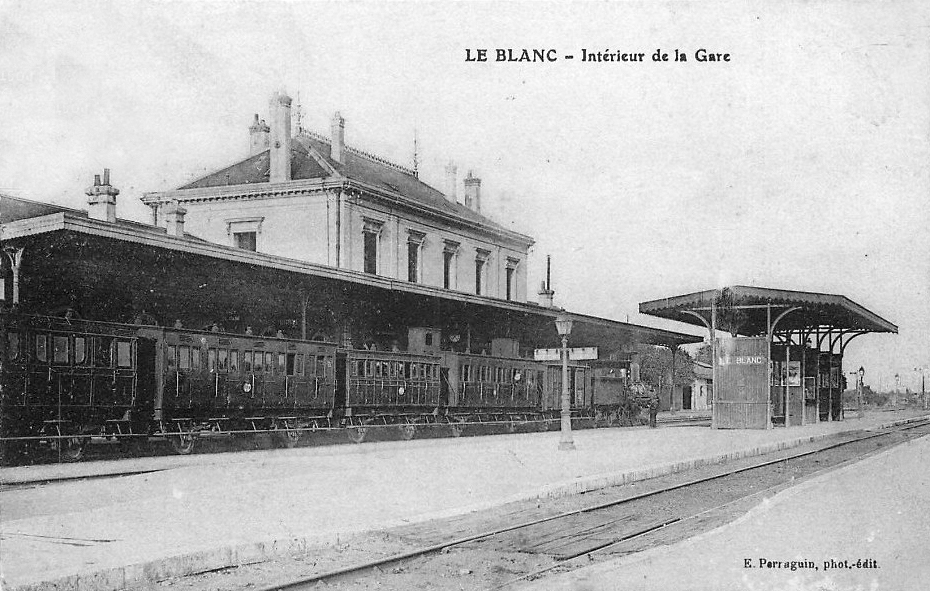
Zug der P.O. im Bahnhof Le Blanc, Anfang 20. Jahrhundert

Die politisch Verantwortlichen des Berry, der Brenne, der Gâtine und der Sologne wurden sich, was die Streckenführung betraf, jedoch nicht einig. Am 19. April 1878 wurde zunächst der Vorschlag des Bürgermeisters von Graçay angenommen, wonach die Bahn über Vatan und seine Stadt nach Vierzon geführt werden sollte. Veränderte politische Verhältnisse führten 1881 zur Festlegung auf die später gebaute Trasse von Le Blanc über Valençay und Romorantin nach Argent.
Die für den Bahnbau erforderliche Déclaration d’utilité publique wurde am 22. Mai 1882 veröffentlicht. Die Planung sah eine zweigleisige, regelspurige Strecke vor, dieses Projekt scheiterte jedoch an den wirtschaftlichen Gegebenheiten. Ende 1883 gaben die Chemins de fer de l’État (ETAT) den Auftrag an die Compagnie du chemin de fer de Paris à Orléans (P.O.) weiter, die aber kaum Schritte zum Bau der Bahn unternahm.
Um ein Scheitern des Vorhabens abzuwenden, schlugen die Conseils généraux (etwa: Départementräte) der Départements Indre und Cher den Bau einer preiswerter zu realisierenden Schmalspurbahn vor. Die französische Regierung, der Freycinet mittlerweile als Premierminister vorstand, genehmigte 1893 den Plan. Die ETAT vergaben den Auftrag wiederum an die P.O., die mit der Firma Faugère et Chatelin ein neues Unternehmen für den Bau und den Betrieb der Bahn bildete. Am 12. Juni 1896 wurde die Konzession erteilt, im Laufe des Jahres 1898 wurden die notwendigen Grundstücke erworben.

## Geschichte und Strecke

Bahnhof Romorantin um 1905, Zug des B.A. am Gemeinschaftsbahnsteig mit der regelspurigen P.O.

Bahnhof Buzançais mit regelspurigem Zug der P.O., links der Gemeinschaftsbahnsteig mit dem B.A., um 1905

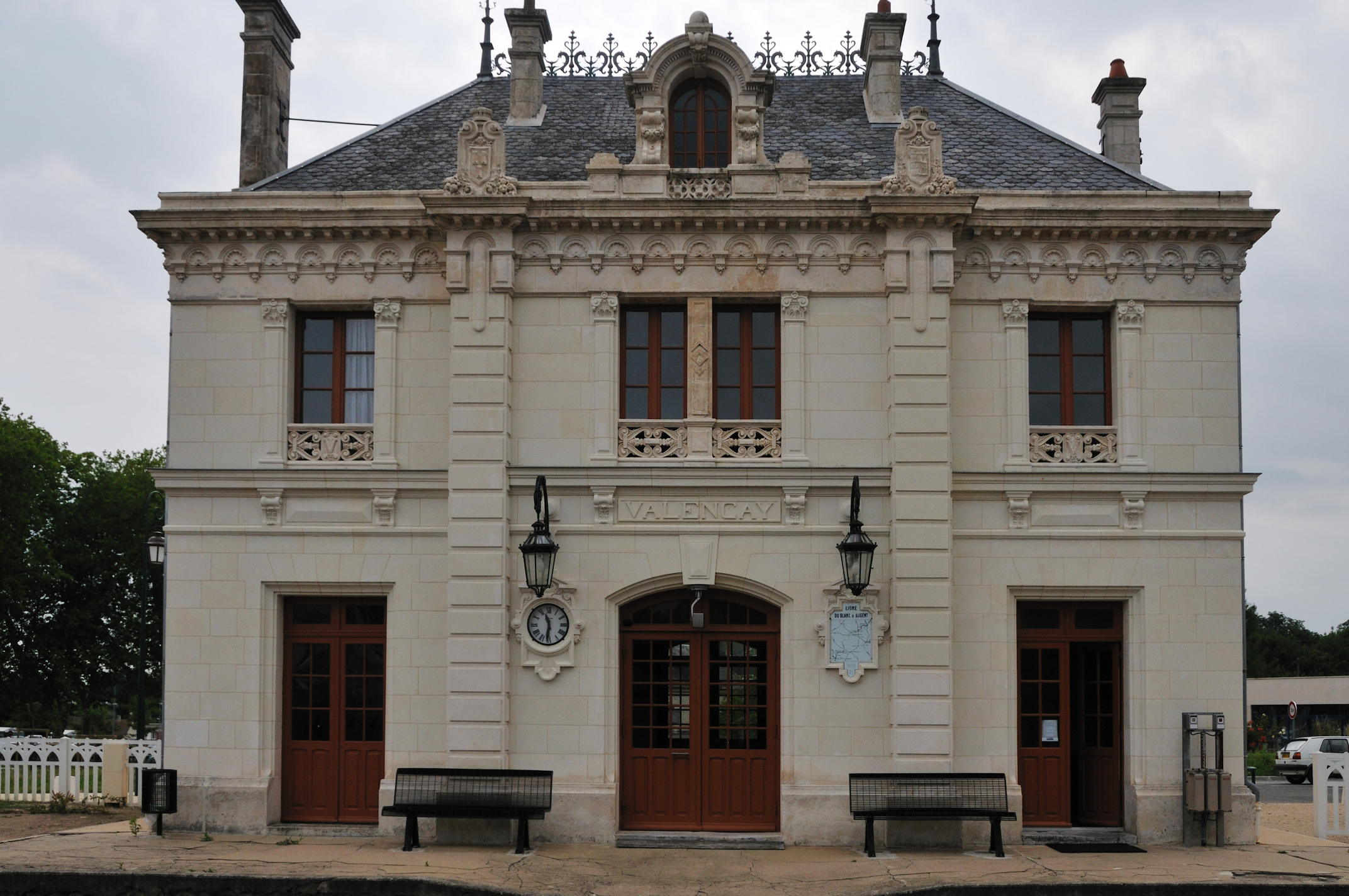
Empfangsgebäude des Bahnhofs Valençay im Stil der Neorenaissance

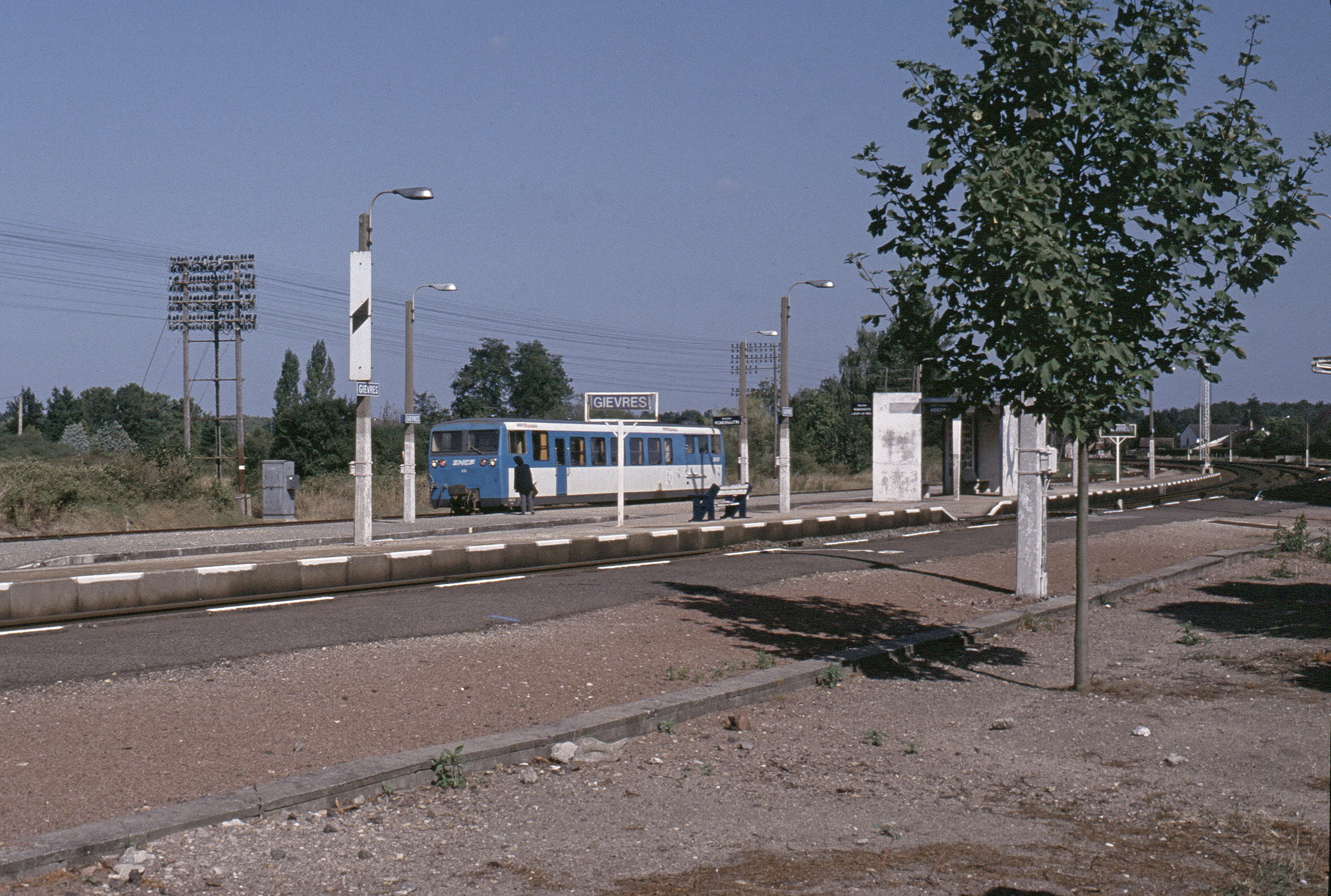
Bahnhof Gièvres mit Triebwagen der Serie X 210, 1993

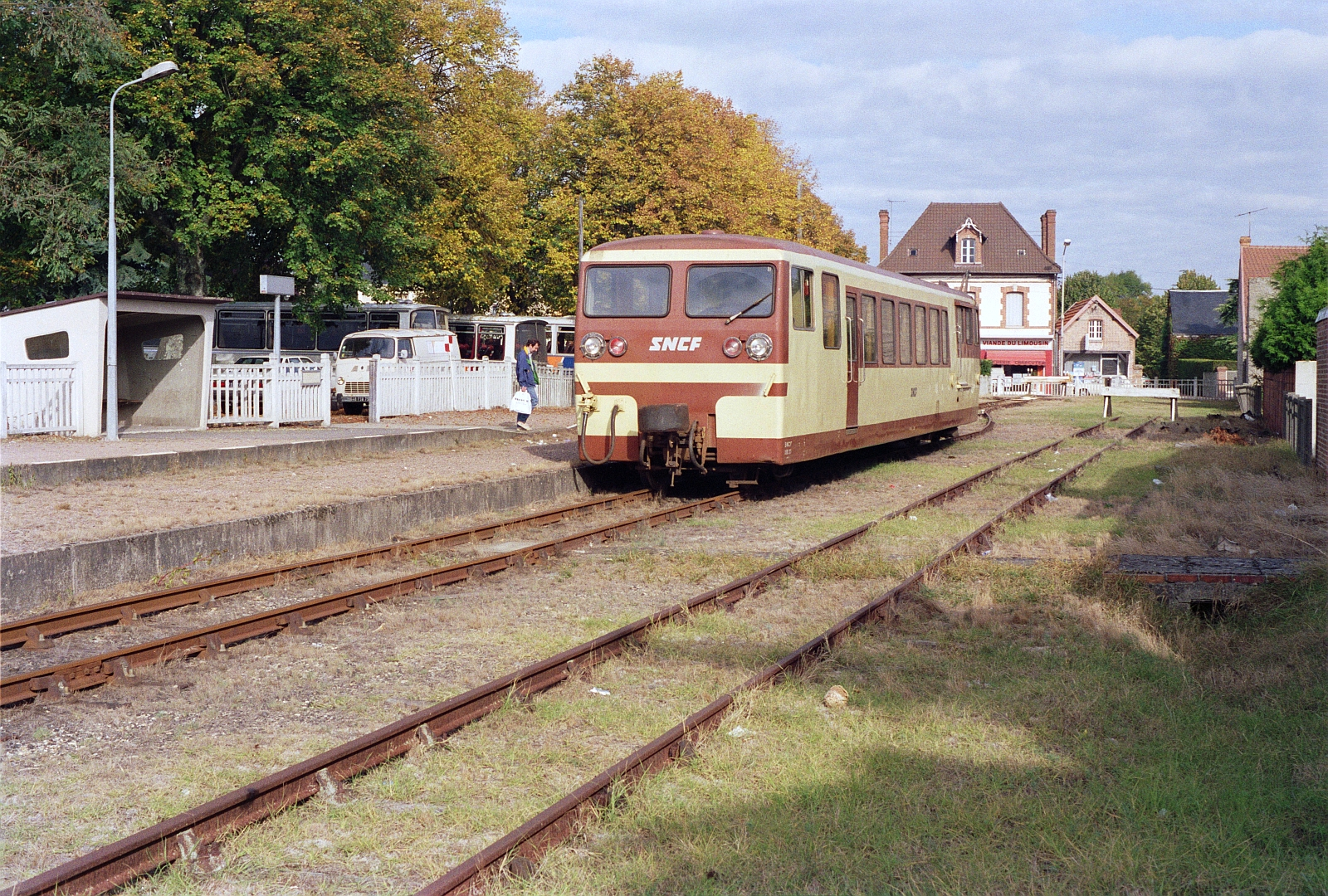
Endbahnhof Salbris mit X 213, 1989

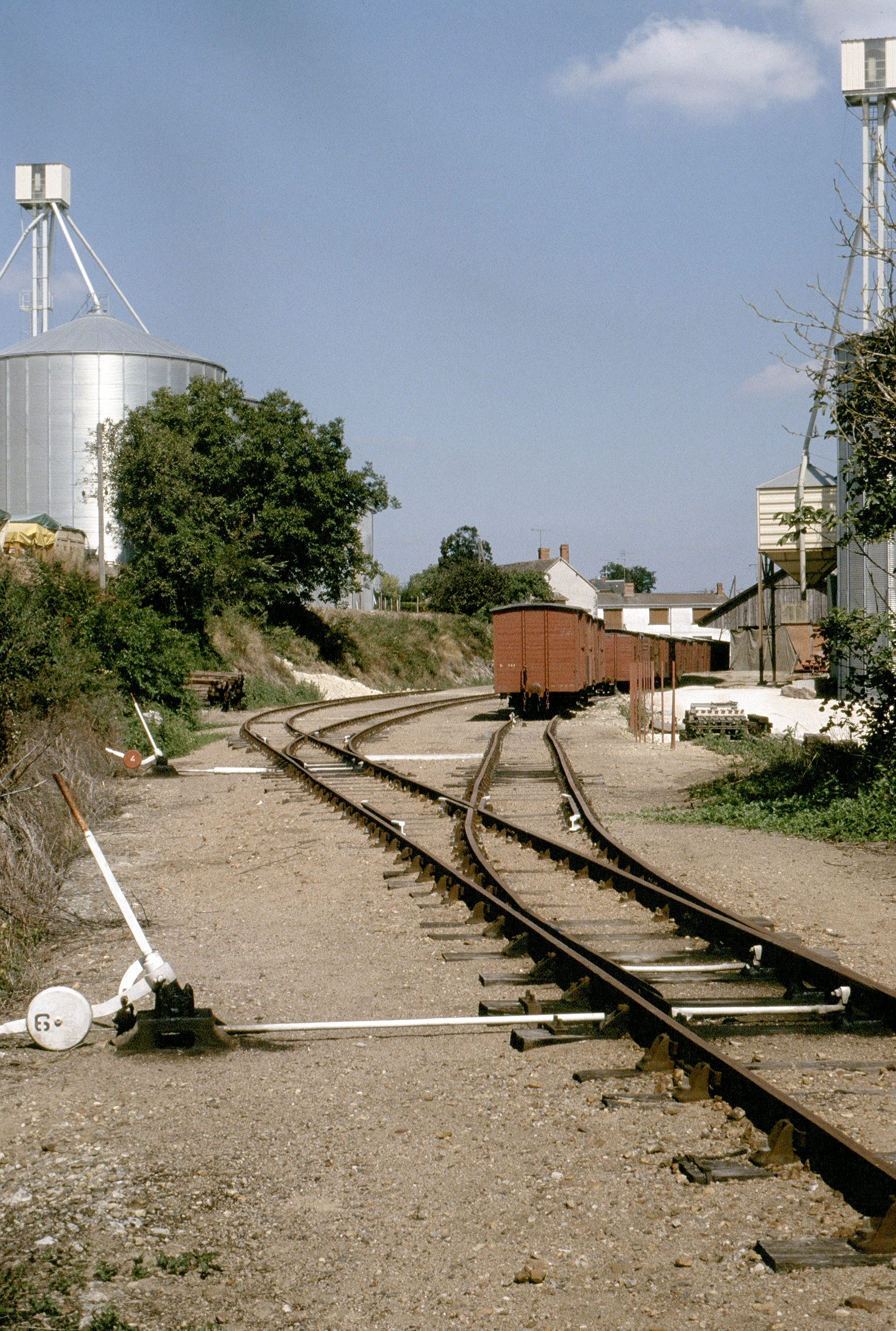
Abgestellte Güterwagen und Handweichen in Luçay-le-Mâle

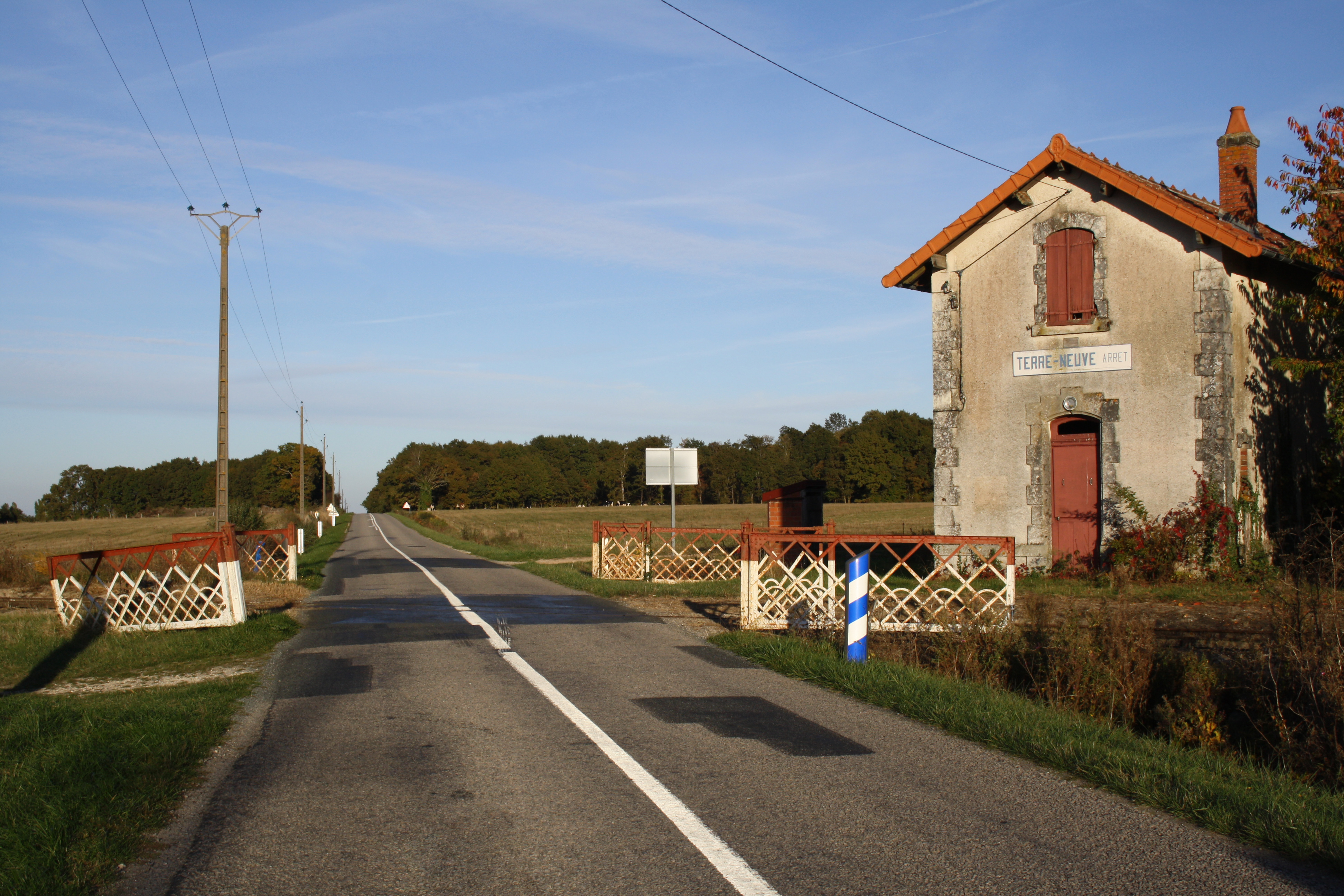
Stationsgebäude des Haltepunkts Terre-Neuve und beschrankter Bahnübergang an der D 13

Mit dem Bau der meterspurigen Bahnstrecke wurde 1899 begonnen, in den Jahren 1901/1902 wurde sie in vier Etappen eröffnet. Im Hinblick auf eine mögliche Umspurung auf die Regelspur wurde die Trasse, anders als bei Schmalspurbahnen üblich, großzügig angelegt. Der minimale Kurvenradius betrug 300 m, verlegt wurden Schienen mit einem Gewicht von 25 kg/m. Die Arbeiten wurden von den Firmen Balavoine aus Salbris, die eigene Lokomotiven und Wagen einsetzte, und Beauséjour ausgeführt. Am 31. Dezember 1901 wurde der Abschnitt Romorantin–Salbris eröffnet, am 15. Mai 1902 dann Salbris–Argent und am folgenden 6. November Romorantin–Écueillé. Die Strecke von Écueillé bis Le Blanc ging am 17. November 1902 in Betrieb, damit war die Gesamtlänge von 190,635 km erreicht.
Zunächst wurde die Bahn von der P.O. betrieben, 1906 dann die Compagnie du Chemin de Fer du Blanc à Argent geschaffen. Mit der Gründung der Staatsbahn SNCF im Jahr 1938 wurde der B.A. von jener übernommen, er blieb jedoch bis 1999 ein eigenständiger Betrieb. 2001 übernahm mit Keolis eine Tochtergesellschaft der SNCF den B.A. und betreibt die Bahn unter dem Namen Compagnie du Blanc Argent (CBA).
Ursprung der Kilometrierung ist der Pariser Fernbahnhof Gare d’Austerlitz. Sie beginnt im Kopfbahnhof Salbris mit km 178,655, in beide Richtungen wurde von dort aus getrennt gezählt. Südlicher Endpunkt war der gemeinschaftlich mit der P.O. betriebene, oberhalb der Stadt liegende Bahnhof von Le Blanc am Nordhang des Tals der Creuse, auf dessen Vorplatz eine Strecke der ebenfalls meterspurigen Tramways de l’Indre begann. Die Anlagen der B.A. wurden auf der Gleisseite nordöstlich des Bahnhofs angelegt, um ein Kreuzen der regelspurigen Gleise zu vermeiden.
In nordöstlicher Richtung durchquerte die Trasse zunächst das Pays aux mille étangs (Land der tausend Teiche) und kreuzte in Buzançais die regelspurige Bahnstrecke Châteauroux–Tours. Der Abschnitt von Le Blanc bis Buzançais wurde am 11. November 1953 stillgelegt.
Ab diesem Gemeinschaftsbahnhof wurde das Gleis für den Güterverkehr auf einigen Kilometern Länge bis Argy umgespurt. Reste der Schmalspurbahn blieben erhalten, nachdem der Abschnitt bis Luçay-le-Mâle am 26. September 1980 für den Personenverkehr und am 31. Dezember 1988 endgültig aufgegeben worden war. Ein Teil dieses Streckenabschnitts steht unter Denkmalschutz, seit 2002 verkehrt zwischen Argy und Luçay-le-Mâle der touristische Zug Train du Bas-Berry. Seit Oktober 2009 ist der – bis dahin von regulären Zügen bediente – Abschnitt Luçay-le-Mâle–Valençay für den Personenverkehr aus technischen Gründen gesperrt.
Im Bahnhof der kleinen Stadt Valençay beginnt der nach wie vor im regulären Reisezugverkehr betriebene Streckenteil. Im dortigen Gemeinschaftsbahnhof mit ehemals vier Bahnsteigen begann die bereits 1935 stillgelegte, ebenfalls meterspurige Strecke der Tramways de l’Indre nach Châteauroux.
Ein erster Umsteigebahnhof zur SNCF befindet sich nordöstlich in Gièvres an der Strecke Vierzon-Tours. Er hat vor allem für Umsteiger von und nach Romorantin Bedeutung, wohin zwar auch ein Regelspurgleis führt (Rest der ehemaligen Strecke Villefranche-sur-Cher–Blois), das aber nur im Güterverkehr genutzt wird.
Romorantin ist der größte Ort und sein Bahnhof der betriebliche Mittelpunkt der Strecke. Hier befinden sich das Depot und die ehemaligen Umladeanlagen des Güterverkehrs.
Hinter Romorantin wendet sich die Strecke nach Osten und erreicht in Salbris die SNCF-Hauptstrecke Orléans–Montauban. Der Restabschnitt bis Argent-sur-Sauldre, wo ebenfalls Anschluss an die Regelspur bestand, war im Reiseverkehr bereits am 1. Mai 1939 stillgelegt worden. Der dortige Güterverkehr wurde in zwei Etappen 1951 (28. Mai: Argent–Clémont) und 1973 (15. Dezember: Clémont–Salbris) eingestellt.
In Argent-sur-Sauldre endete auch die ebenfalls meterspurige Strecke von La Guerche-sur-l’Aubois. Sie war 98 Kilometer lang und wurde am 1. August 1948 stillgelegt.

## Verkehr
Der ab dem 1. Juni 1913 gültige Fahrplan wies erstmals die durchgehende Stundenzählung von 0–24 Uhr auf. Von Le Blanc bis Argent durchlaufende Personenzüge gab es nicht, die längsten Zugläufe waren von Le Blanc (ab 6.00 Uhr) nach Salbris (an 12.40 Uhr), von Argent (ab 8.20 Uhr) nach Buzançais (an 15.12 Uhr) und von Buzançais (ab 13.07 Uhr) nach Argent (an 21.10 Uhr). Dazu gab es Züge, die nur auf den Abschnitten Argent–Salbris, Salbris–Romorantin(–Valençay), Valençay–Buzançais und Buzançais–Le Blanc verkehrten.
Der Fahrplan des 1. Juni 1926 führte nur kürzere Zugläufe auf, unter denen der längste ein Zugpaar Buzançais–Romorantin (6.46–9.18 Uhr) und zurück (18.41–21.07 Uhr) war. Zwischen Le Blanc und Buzançais und gab es nur noch zwei Züge pro Tag und Richtung.
Im Fahrplan vom 20. Mai 1951 war der Abschnitt Argent-Salbris bereits Geschichte. Hingegen wurden drei Umsteigeverbindungen nach Paris-Austerlitz angeführt, jeweils mit 6 bis 12 Minuten Anschlusszeit in Salbris. Die längsten Durchläufe waren Buzançais–Salbris und retour (zwei Zugpaare, Fahrzeiten zwischen 2.01 und 2.14 Stunden) und Romorantin–Le Blanc (6.15 Uhr ab, 10.26 Uhr an, nur Hinfahrt). Ab diesem Fahrplan wurden im Reiseverkehr nur noch Triebwagen eingesetzt.

## Aktuelle Situation

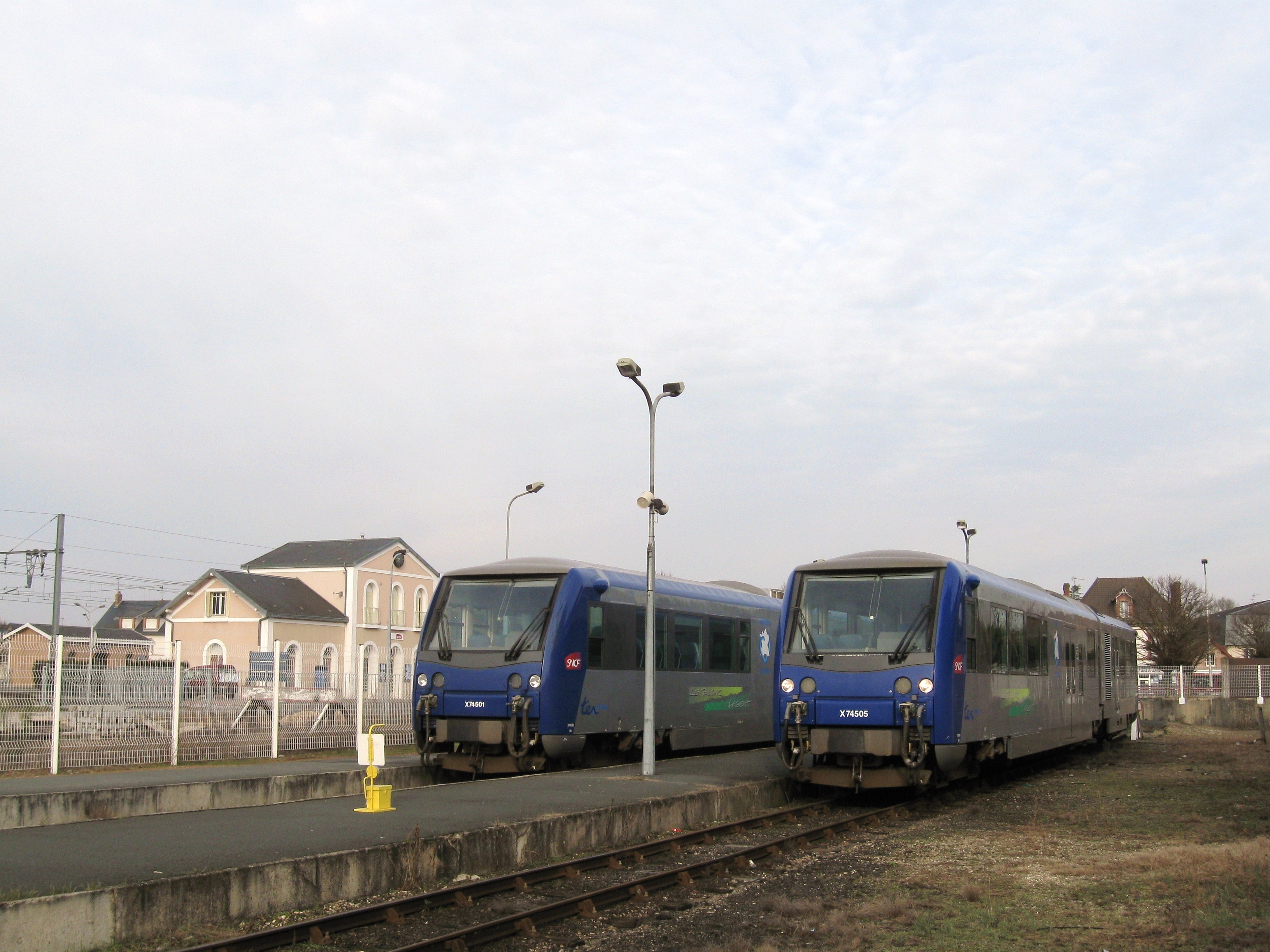
X 74501 und X 74505 in Salbris, links der Güterbahnhof und das Empfangsgebäude (Straßenseite) der Regelspur, 2009

Der Güterverkehr auf dem Schmalspurgleis wurde zum 23. Dezember 1988 endgültig eingestellt, jedoch brachte Lok 14 am 30. Dezember nochmals zwei Züge mit Dünger nach Luçay-le-Mâle. Lediglich bei Argy wird ein Silo über das neue Regelspurgleis weiterhin bedient.
Eigentümer der Strecke ist der RFF, Betreiber die seit 1999 zu Keolis gehörende Compagnie du Blanc Argent. Jährlich werden 400.000 Reisende befördert.
Die zulässige Höchstgeschwindigkeit wurde 2010 auf der gesamten Strecke aus Sicherheitsgründen von 70 km/h auf 40 km/h herabgesetzt. 2011 wurde zwischen dem RFF und der Région Centre ein Programm mit einem Umfang von 13,6 Millionen Euro zur Modernisierung der Strecke vereinbart. Die im April 2012 begonnenen Bauarbeiten wurden mittlerweile abgeschlossen, die Höchstgeschwindigkeit beträgt seit dem 7. Januar 2013 wieder 70 km/h.
Während der Bauarbeiten verkehrten die Züge vom Betriebsmittelpunkt Romorantin nach Valençay und Salbris, ein durchgehender Verkehr zwischen den Endpunkten existierte nicht. Seit 2015 laufen die Triebwagen wieder durchgehend zwischen Valençay und Salbris.

## Wichtige Bahnhöfe

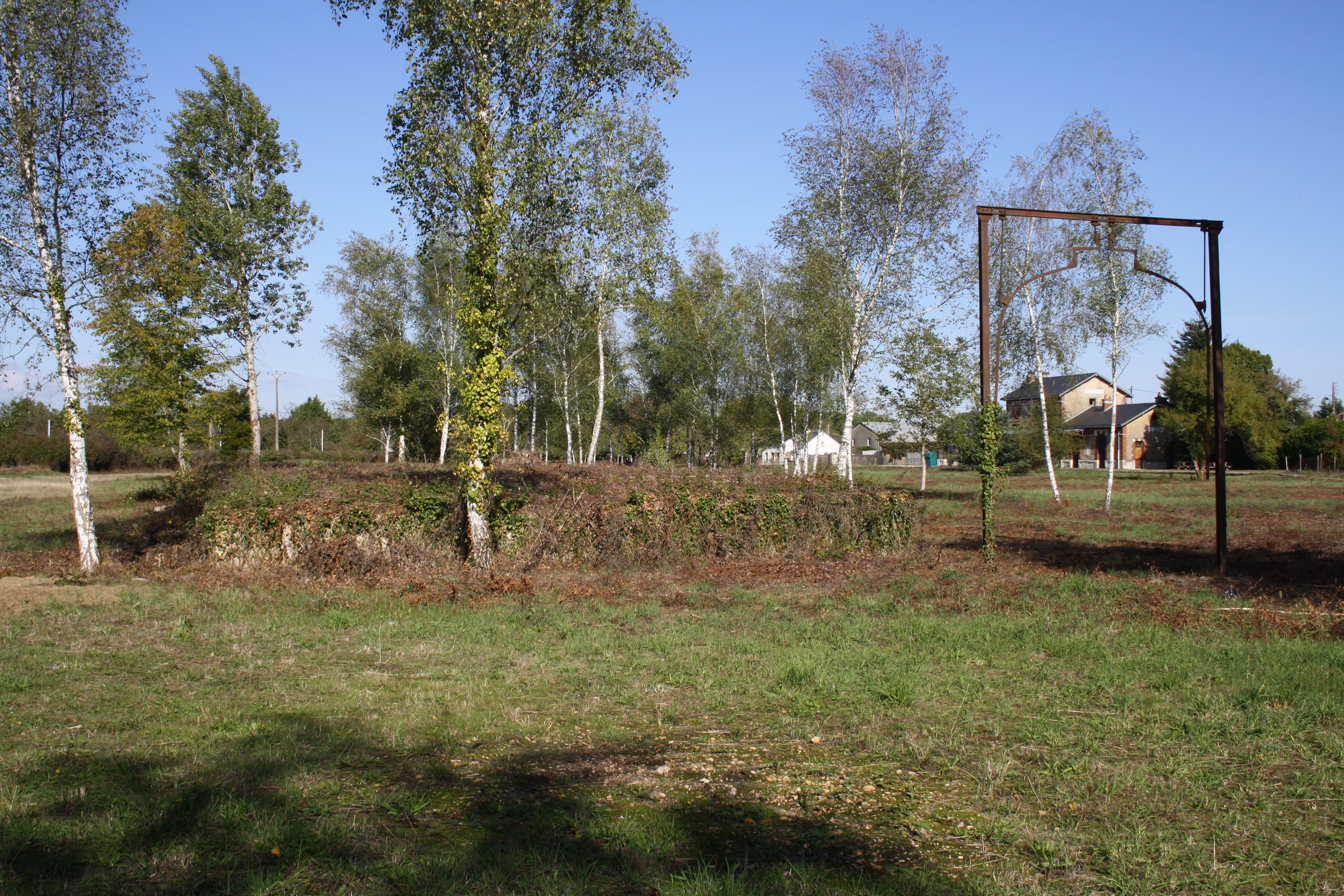
Stillgelegter Bahnhof Argent-sur-Sauldre – mittig die Umladerampe Regelspur / Schmalspur, hinter dem Lademaß das Empfangsgebäude

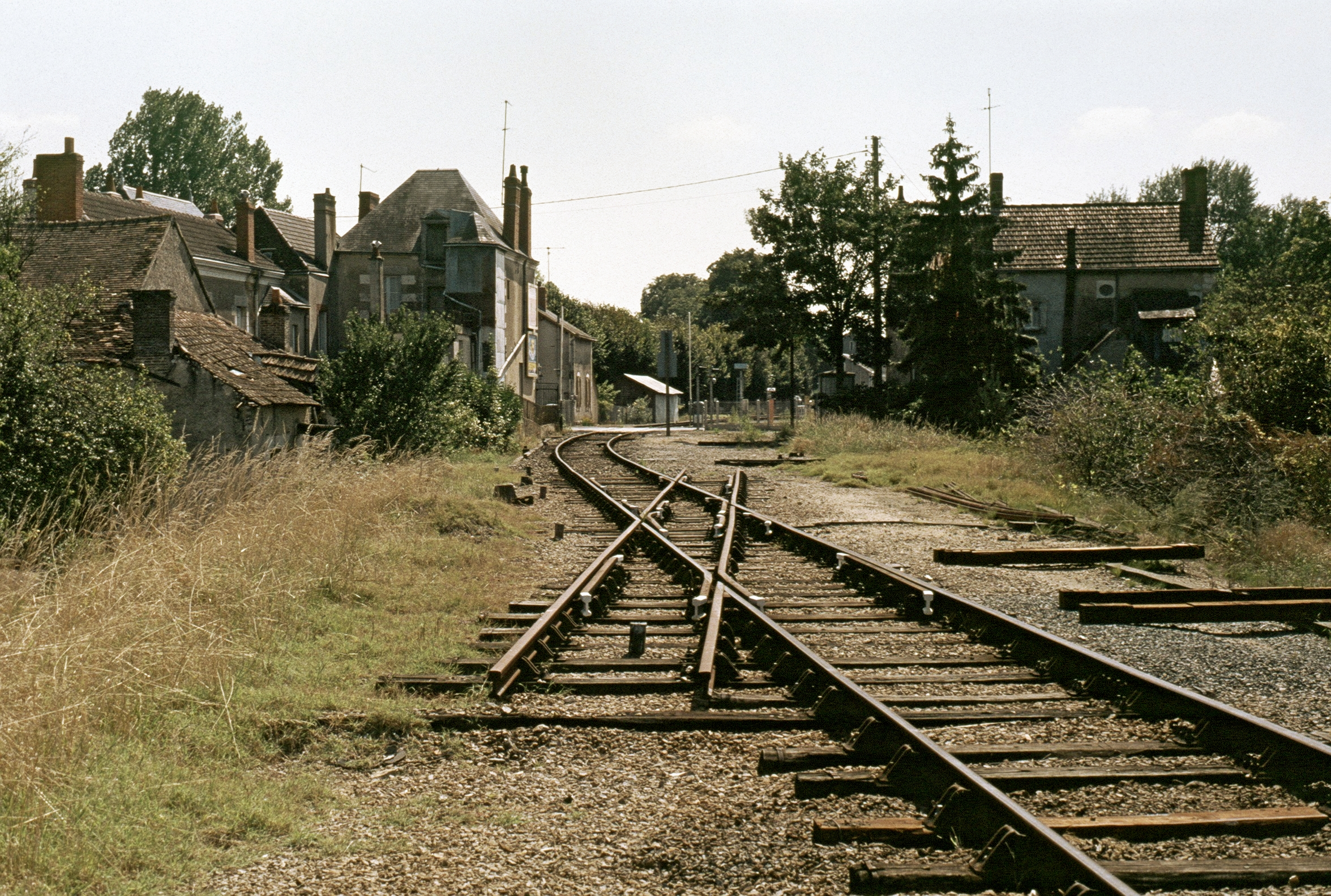
Einst beiderseits durch Schutzweichen gesicherte Kreuzung beider Spurweiten nördlich des Bahnhofs Buzançais, hinter dem Bahnübergang begannen die Bahnhofsanlagen

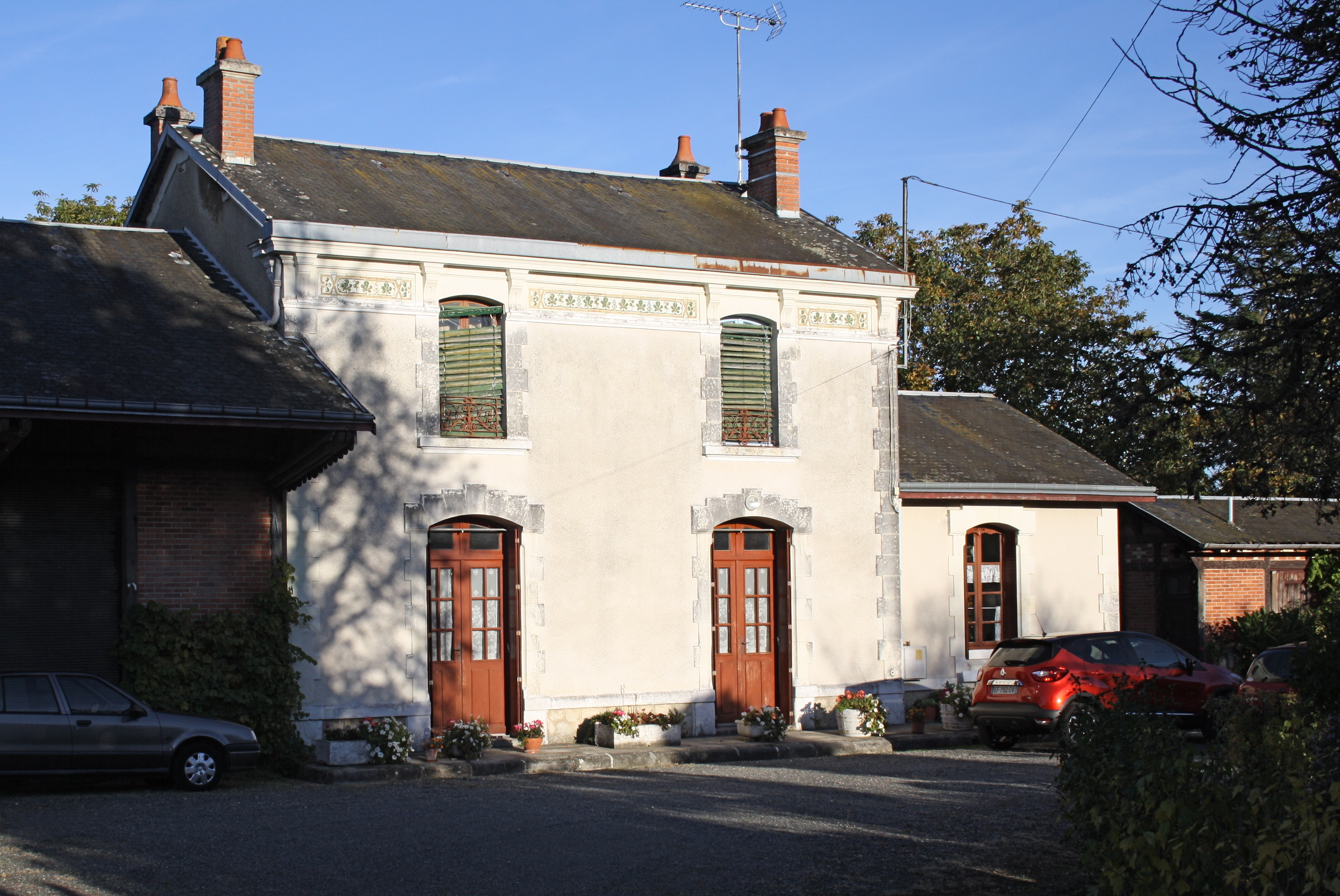
Empfangsgebäude des Bahnhofs Écueillé

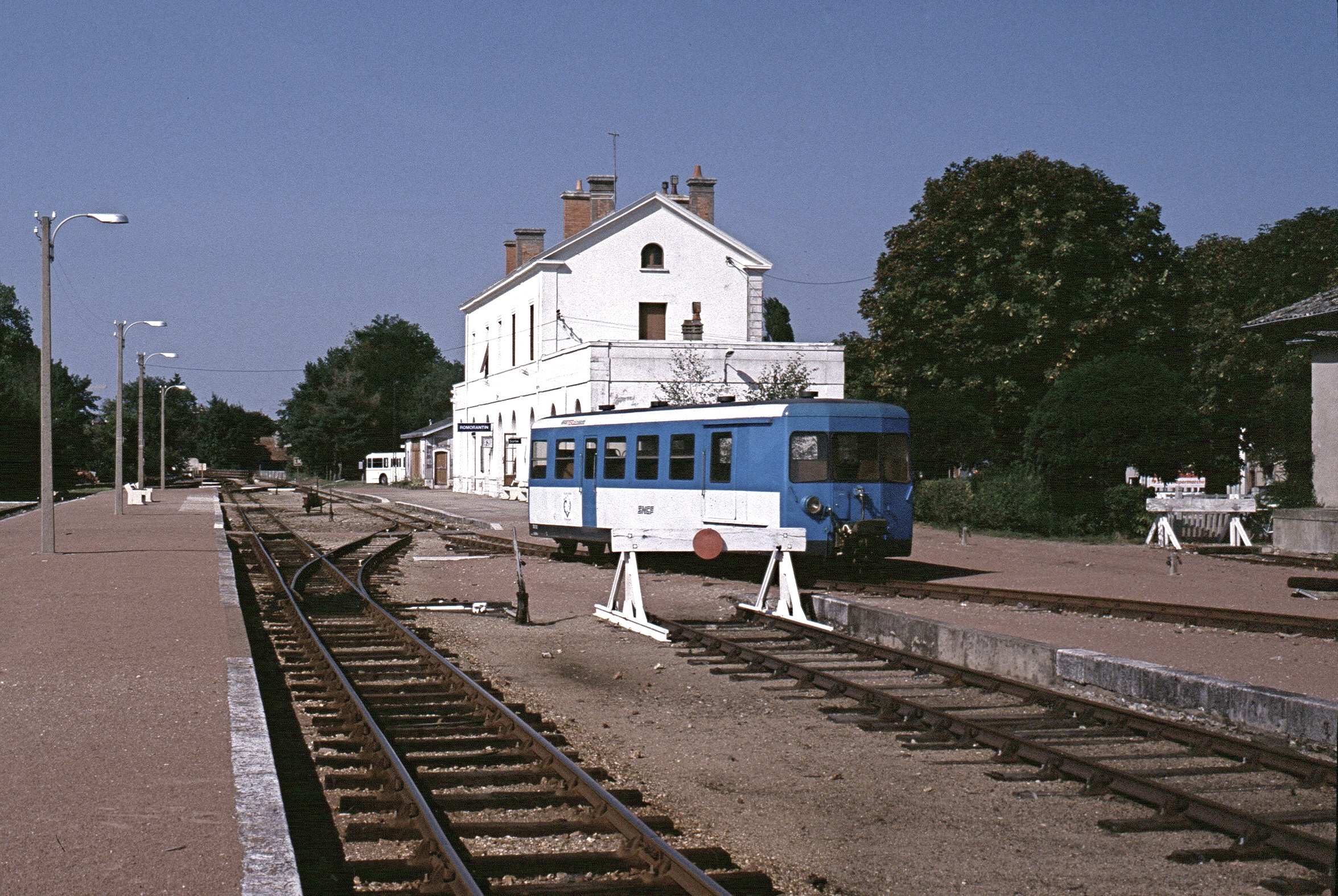
Zwei Spurweiten im Bahnhof Romorantin (rechts das von Villefranche kommende Regelspurgleis, das einst bis an den Hausbahnsteig führte) und ein Beiwagen der Serie XR 701–703, 1993

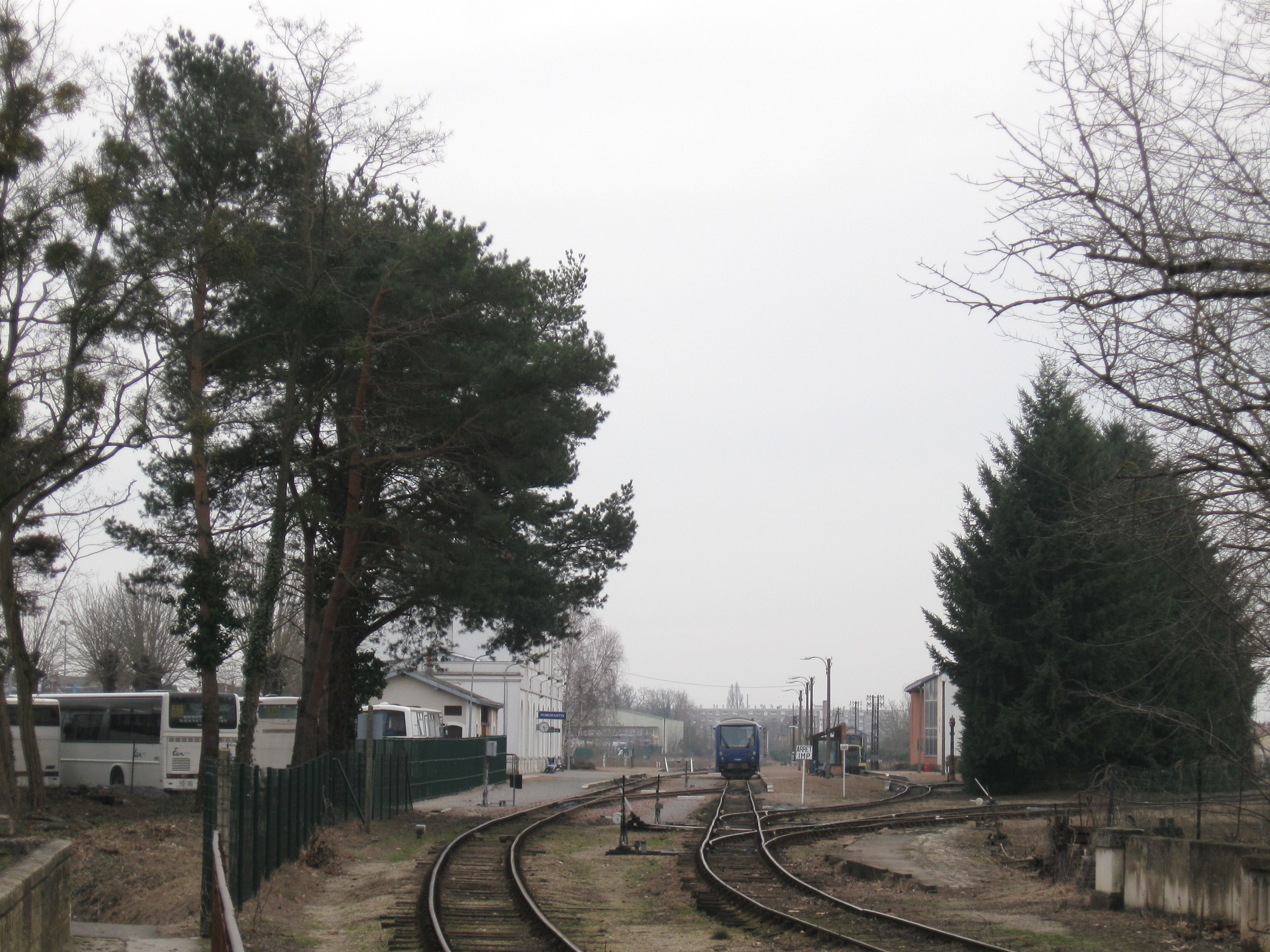
Der Bahnhof Romorantin von der Brücke über die Sauldre aus gesehen: links das Streckengleis nach Salbris, rechts ein Ausziehgleis, 2009

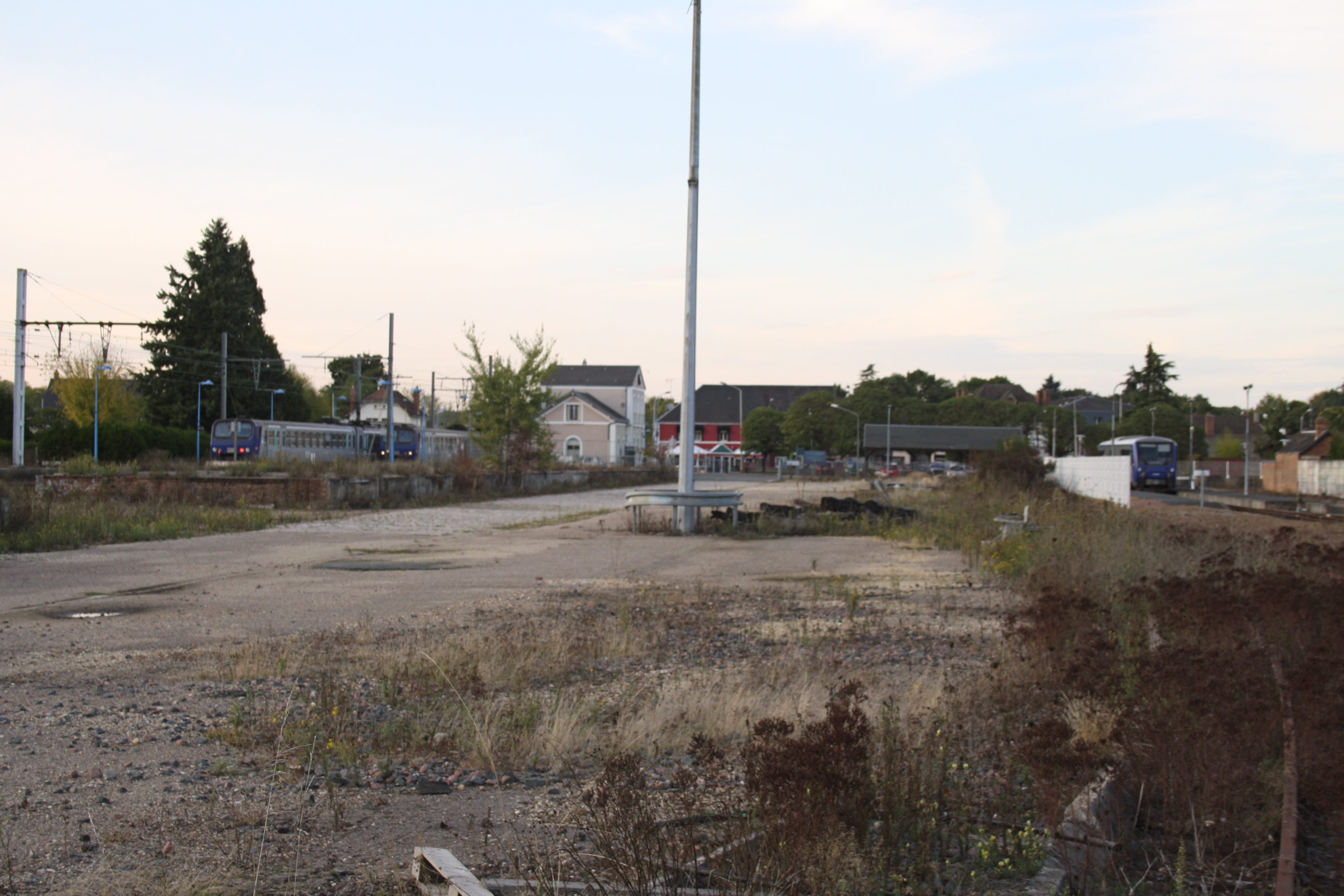
Bahnhof Salbris – links die Regelspurstrecke, rechts der Schmalspurbahnhof

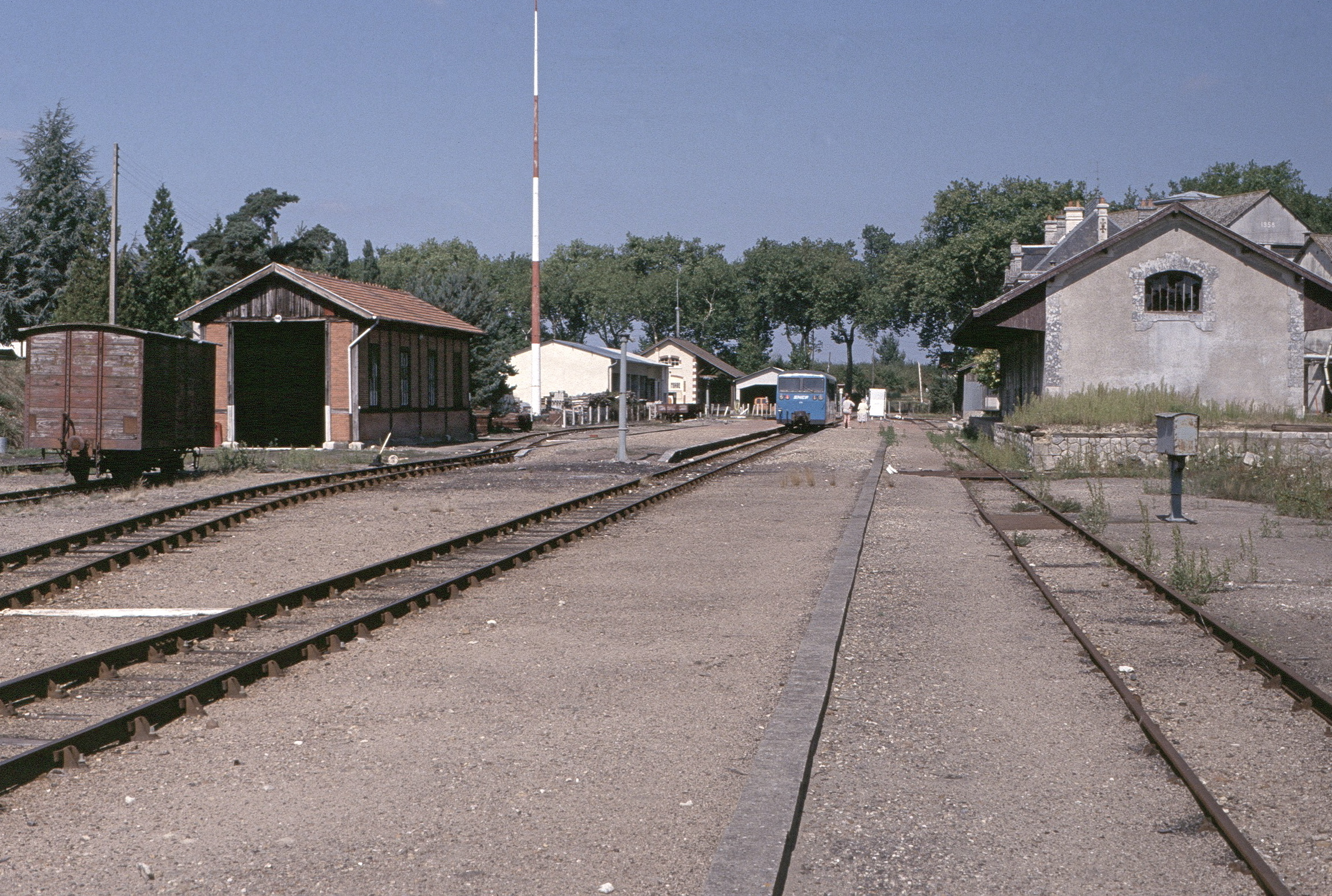
Bahnhof Valençay – bis 1935 zugleich Endbahnhof der Tramways de l’Indre – mit Triebwagen X 213, links der Lokschuppen des B.A., 1993

Zur Zeit seiner längsten Ausdehnung hatte der B.A. sechs Verknüpfungspunkte mit dem Regelspurnetz der P.O., die zum Teil umfangreiche Gleisanlagen aufwiesen. In den Bahnhöfen Le Blanc, Buzançais, Gièvres, Romorantin, Salbris und Argent gab es gemeinsam genutzte Bahnsteige und Güteranlagen. Der Bahnhof Valençay war 32 Jahre lang ein Gemeinschaftsbahnhof mit der ebenfalls meterspurigen Kleinbahn Tramways de l’Indre, im Bahnhof Écueillé endete zwischen 1907 und 1949 eine von Ligueil kommende Meterspurbahn der Compagnie de chemins de fer départementaux (CFD).
- Argent-sur-Sauldre

Argent-sur-Sauldre war nördlicher Endpunkt des B.A., der sich den Bahnhof mit der regelspurigen Strecke Orléans-Sully-sur-Loire–Bourges der P.O. sowie der meterspurigen Strecke Argent–La Guerche der Société générale des chemins de fer économiques (SE) teilte. Auf dem weitläufigen Gelände hatte der B.A. ein kleines Betriebswerk mit einem zweiständigen Lokomotivschuppen in Holzbauweise. Der Bahnhof wies einen Hausbahnsteig und drei Mittelbahnsteige auf, von denen die beiden dem Empfangsgebäude am nächsten gelegenen der Regelspur, die zwei westlich parallel dazu angelegten der Meterspur vorbehalten waren.
- Buzançais

Der Bahnhof Buzançais war ein Gemeinschaftsbahnhof mit der P.O. an deren Strecke von Tours nach Châteauroux, deren regelspurige Gleise insgesamt fünfmal von den Schmalspurgleisen gekreuzt wurden. Aus südlicher Richtung von Le Blanc kommend trennten sich die Personen- und Gütergleise schon vor der ersten Kreuzung. Der Personenbahnhof des B.A. lag zwischen den Personen- und den Gütergleisen der P.O., er teilte sich einen Inselbahnsteig mit deren Zügen in Richtung Tours. Ein zweiter, kürzerer Mittelbahnsteig und zwei Gleise abseits der Bahnsteigkanten ergänzten die Anlage.
Westlich der regelspurigen Gütergleise befand sich, längs einer Güter- und Umladehalle samt Laderampe, ein beidseitig angebundenes meterspuriges Gütergleis.
Nach der letzten Weiche des Personenbahnhofs kreuzte dessen Gleis erneut das Hauptgütergleis der P.O. und vereinigte sich wieder mit dem schmalspurigen Gütergleis. Westlich des regelspurigen Streckengleises parallel zu jenem verlaufend kreuzte es jenes dann nach wenigen Metern. Diese Kreuzung war beiderseits durch Schutzweichen mit Stumpfgleisen gesichert.
Am südwestlichen Bahnhofskopf lag ein kleines Betriebswerk mit einem zweiständigen Lokomotivschuppen, einer Drehscheibe und einem Stumpfgleis zur Bekohlungsanlage und zur Tankstelle.
- Écueillé

Der ehemalige Gemeinschaftsbahnhof mit der CFD ist seit 1989 Betriebsmittelpunkt der Museumseisenbahn Train du Bas-Berry. Von der CFD stammt ein eingleisiger Lokschuppen, von der Société d'Animation du Blanc Argent (SABA), dem Betreiber der Museumsbahn, wurden zwei weitere – einer davon im historischen Stil – neu errichtet. Das für die kleinen Bahnhöfe des B.A. typische Empfangsgebäude befindet sich in Privatbesitz, der Fahrkartenverkauf erfolgt in einem dafür hergerichteten Triebwagen.

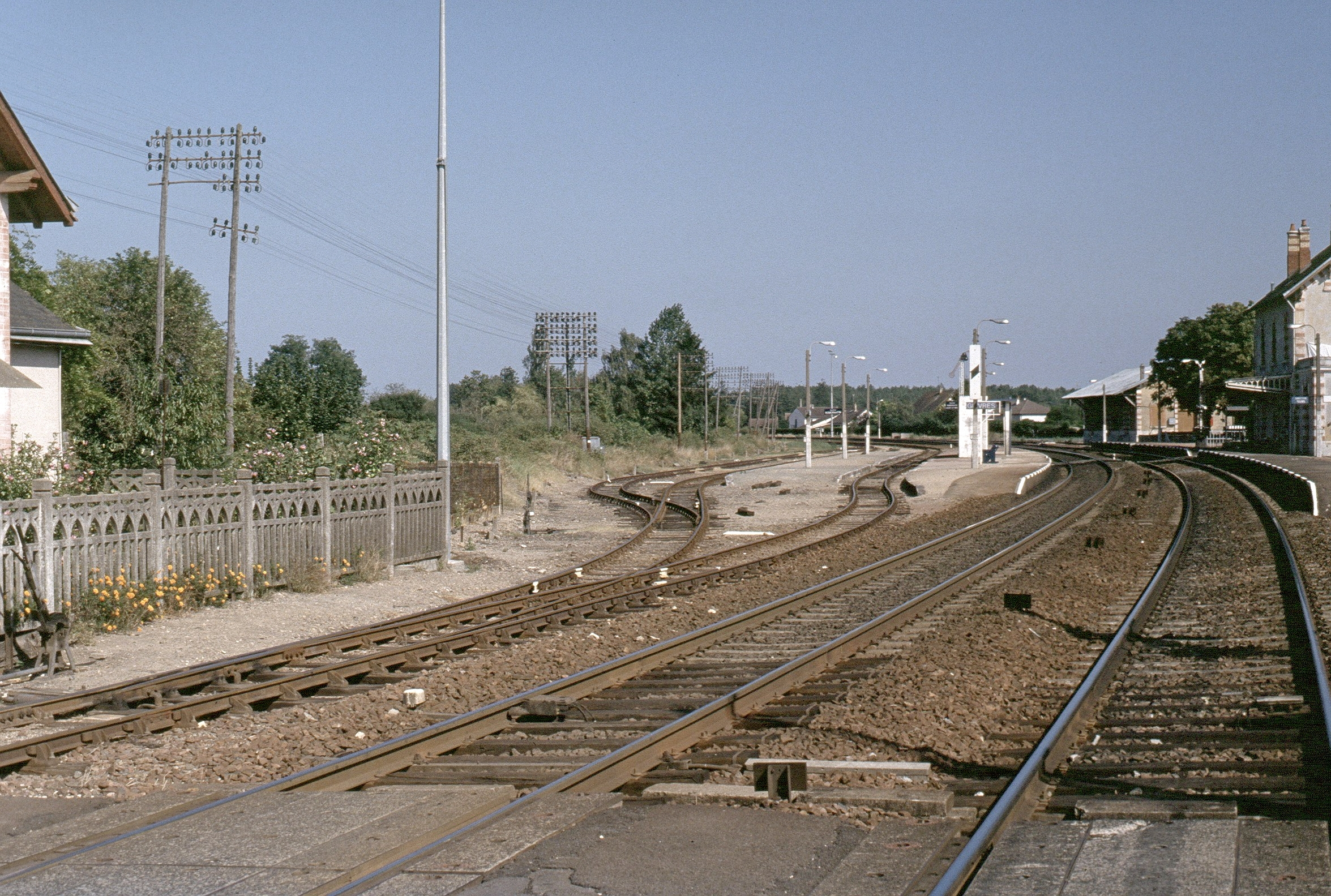
Gemeinschaftsbahnhof Gièvres, 1993

- Gièvres

Der Bahnhof Gièvres ist als Gemeinschaftsbahnhof mit zwei Spurweiten nach wie vor in Betrieb. Die zweigleisige Hauptbahn der SNCF der Relation Tours–Vierzon liegt in einer Kurve, aus diesem Grund sind deren Gleise stark überhöht. Der Schmalspurteil liegt nördlich parallel zu den regelspurigen Gleisen, die Züge in Richtung Valençay teilen sich einen Mittelbahnsteig mit den Hauptbahnzügen in Richtung Vierzon. Ein zweiter Inselbahnsteig zwischen den Meterspurgleisen dient den Fahrgästen in Richtung Romorantin. Dazu existiert ein drittes durchgehendes Gleis.
Westlich des Bahnhofs unterquert die Schmalspurbahn die Regelspurgleise unter einer Brücke.
- Le Blanc

Nach Le Blanc, einst ein Eisenbahnknotenpunkt, verkehrt heute kein Zug mehr: Der zuletzt nur noch im Güterverkehr betriebene Abschnitt von Argenton-sur-Creuse der Regelspurstrecke Port-de-Piles–Le Blanc–Argenton-sur-Creuse wurde 1994 stillgelegt. Im selben Jahr endete auch der verbliebene Güterverkehr der ebenfalls regelspurigen Strecke Saint-Benoît–Le Blanc. Der Betrieb der auf dem Bahnhofsvorplatz beginnenden meterspurigen Strecke (ebenfalls nach Argenton-sur-Creuse) der Tramways de l’Indre (T.I.) wurde bereits Mitte der 1930er Jahre eingestellt.
Das von Norden kommende Streckengleis des B.A. mündete von Norden her in einer 90°-Kurve in das auf einer Anhöhe über der Stadt gelegene Bahnhofsgelände. Die Anlagen des B.A. wurden nördlich der Regelspurgleise der P.O. angelegt.
- Romorantin

Der Bahnhof Romorantin in der 1961 durch Vereinigung entstandenen Doppelstadt Romorantin-Lanthenay ist der Betriebsmittelpunkt des B.A. und beherbergt die Verwaltung der Compagnie du Blanc Argent.
Eine regelspurige Bahnstrecke der P.O. von Villefranche-sur-Cher erreichte ihn im Jahr 1872. Deren Verlängerung bis Blois baute der Staat, die Betriebsführung des 1883 zunächst bis Vineuil eröffneten Abschnitts wurde der P.O. übertragen. Während die knapp acht Kilometer lange Strecke von Villefranche für den Güterverkehr noch existiert, wurde das Gleis nach Blois bereits 1954 stillgelegt.
Die Anlagen des B.A. lagen westlich parallel zu jenen der P.O. (bzw. ab 1938 SNCF), mit der Regelspur gab es zunächst einen gemeinsamen Mittelbahnsteig. Mittlerweile liegen beidseitig dieses Bahnsteigs und auch am Hausbahnsteig Meterspurgleise. Am nördlichen Bahnhofskopf, kurz vor der Brücke über die Sauldre, befindet sich das Bahnbetriebswerk des B.A. mit der Hauptwerkstatt. Der dortige Lokschuppen wies vier Gleise auf, sie waren über eine Sägefahrt von Norden her erreichbar. Ein weiteres Gleis führte in die Werkstatt, die beiden Gleise in der länglichen Reparaturhalle waren über kleine Drehscheiben angebunden.
Aktuell werden die Fahrzeuge südlich des alten Schuppens abgestellt, wo eine neue Wagenhalle errichtet wurde. Neben ihr existieren vier Stumpfgleise, u. a. mit der Tankstelle für die Triebwagen.
- Salbris

In Salbris liegt der Schmalspurbahnhof zu Ortsmitte hin östlich des Fernbahnhofs der SNCF (Strecke Orléans–Montauban). Angelegt wurde er als Endbahnhof, in dem die von Le Blanc und Argent kommenden Züge endeten oder kopfmachten.
In den letzten Jahren wurde er grundlegend erneuert, bis auf ein Stumpfgleis am Bahnsteig wurden alle anderen Gleise abgebaut. Davor existierten zwei Bahnsteiggleise, die einen Mittelbahnsteig einrahmten und an einer Drehscheibe mit anschließendem Stumpfgleis endeten.
Mindestens zwei Kreuzungen mit regelspurigen Nebengleisen führten zum Güterbahnhof, der sich zwischen den beiden Personenbahnhöfen befand.
- Valençay

Als Gemeinschaftsbahnhof mit der dort beginnenden Strecke der Tramways de l’Indre (T.I.) nach Châteauroux wies der Bahnhof verhältnismäßig umfangreiche Gleisanlagen auf. Hierbei wurden Gleise und Anlagen teilweise gemeinsam genutzt, es gab jedoch separate Bahnsteige und eigene Lokschuppen (B.A. einständig mit Übernachtungsraum, T.I. zweiständig). Insgesamt existierten vier Bahnsteiggleise am Haus- und drei Mittelbahnsteigen, wobei der dem repräsentativen Empfangsgebäude am entferntesten gelegene den T.I. vorbehalten war.
Ein beidseitig angebundenes Güter- und Freiladegleis verlief vor dem Gebäude über den Bahnhofsvorplatz, dessen Trasse noch erkennbar ist. Im Jahr 2014 wurden im Bahnhof Valençay noch drei Gleise und zwei Mittelbahnsteige genutzt. Der Lokschuppen des B.A. war noch befahrbar, zudem existierte ein zusätzliches Stumpfgleis.

## Infrastruktur

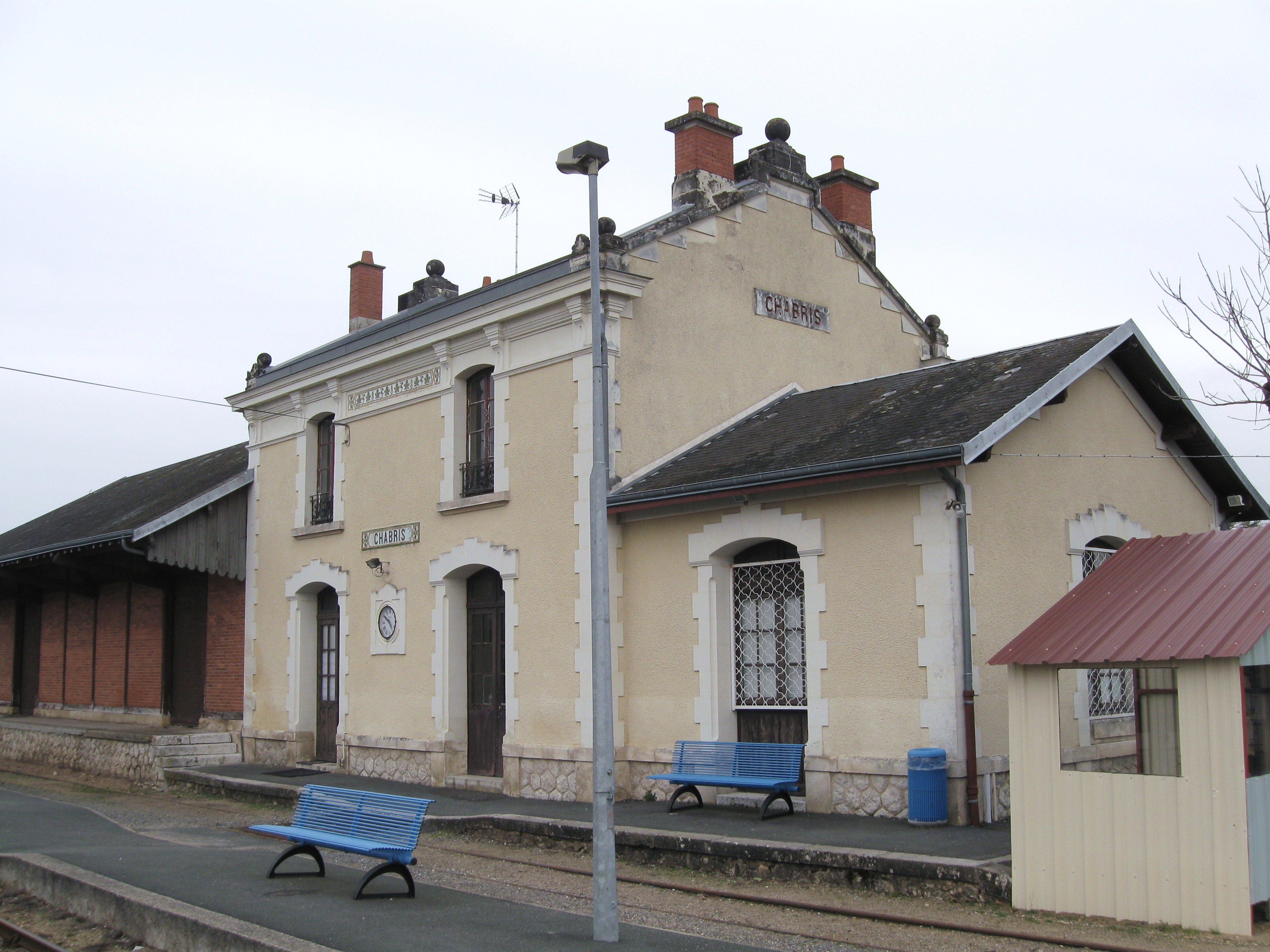
Bahnhof Chabris mit Wartehalle und Güterschuppen

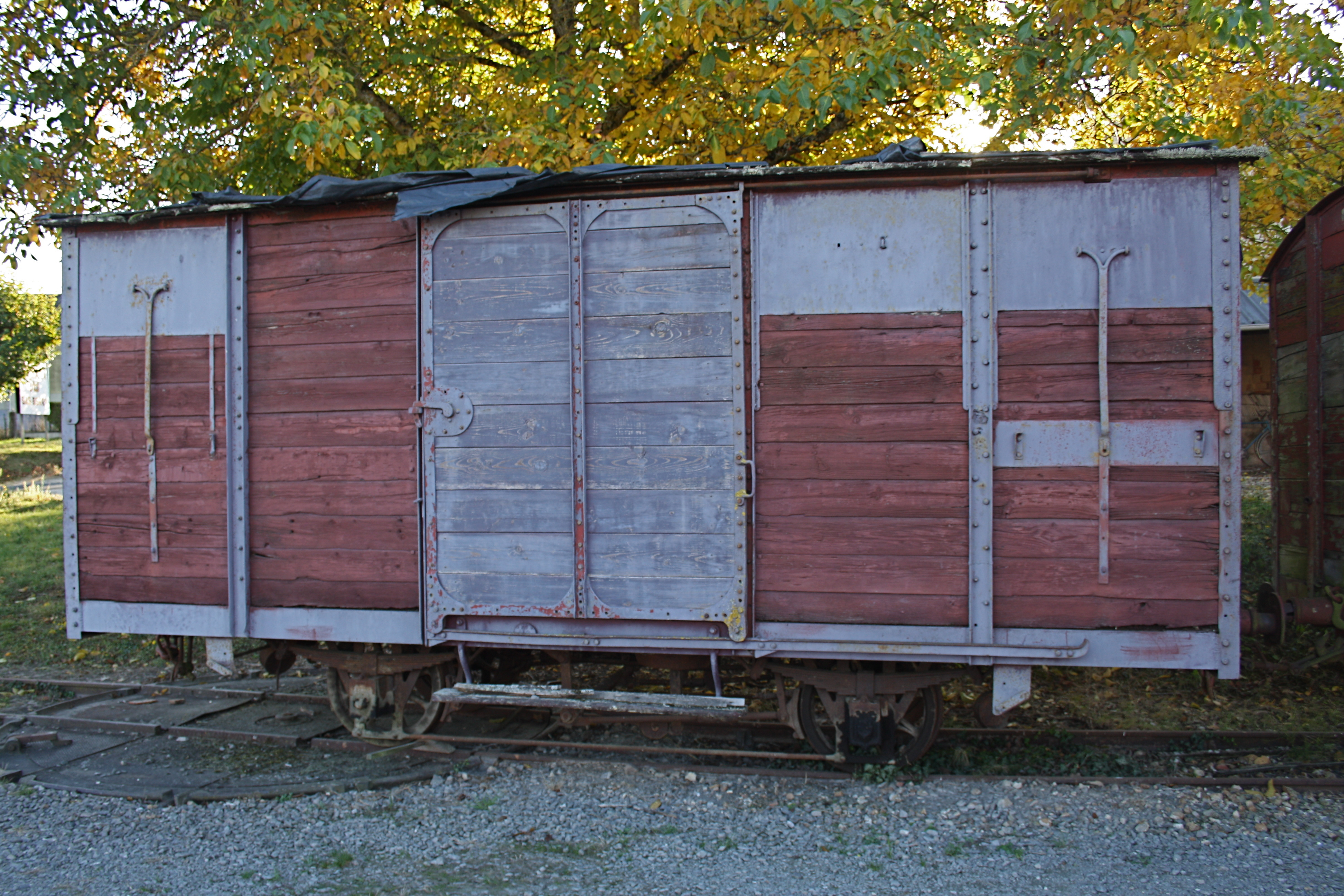
Drehscheibe und gedeckter Güterwagen im Bahnhof Écueillé

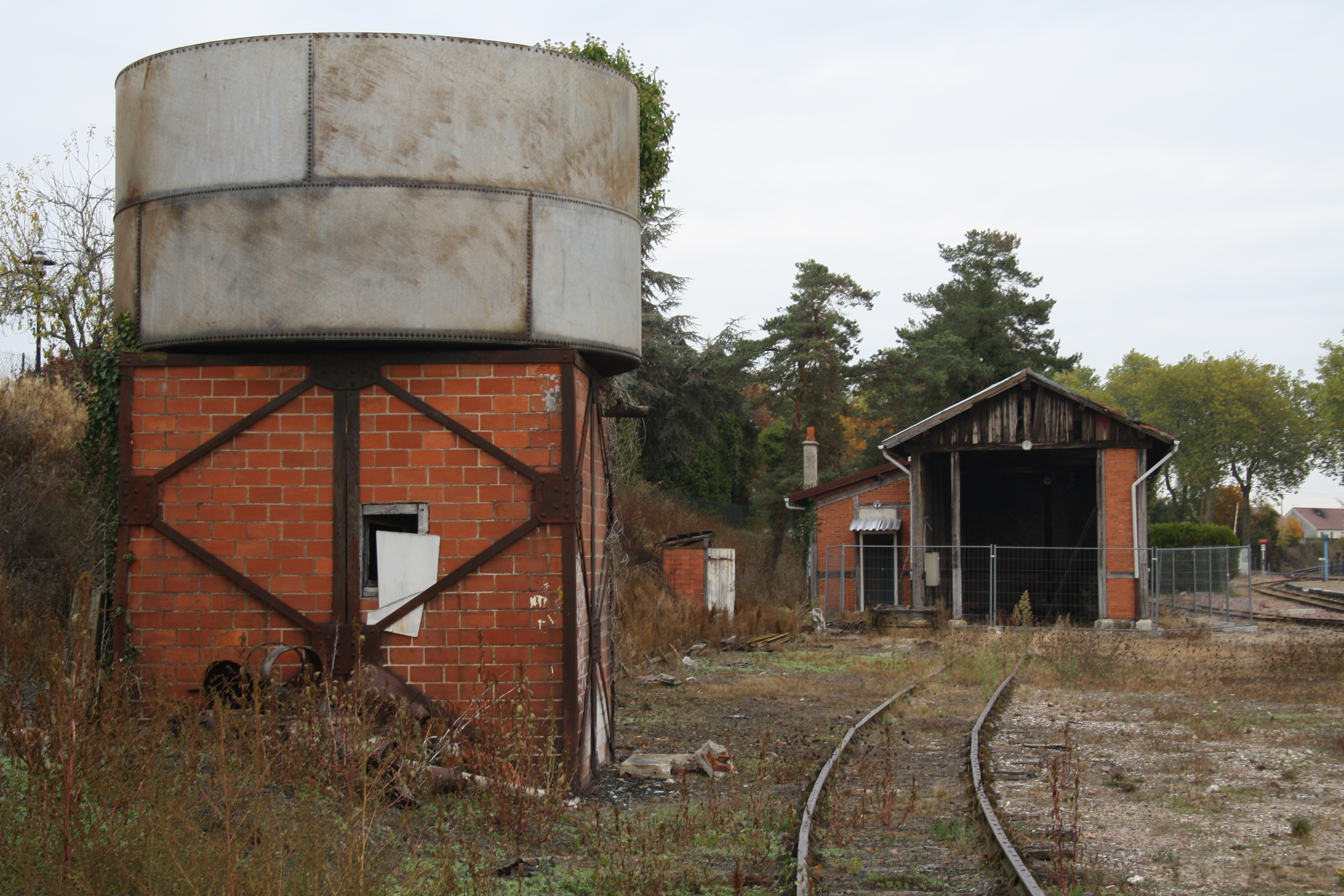
Wasserturm und B.A.-Lokschuppen (mit angebautem Übernachtungsraum für Eisenbahner) in Valençay

- Empfangsgebäude und Güterschuppen

Dort, wo der B.A. auf Bahnhöfe der P.O. stieß, wurden deren Stationsgebäude meist mitgenutzt. Die eigenen Gebäude des B.A. entsprangen weitgehend einem einheitlichen Bauplan, jedoch mit unterschiedlichen Fassadenornamenten. Typisch waren zweigeschossige Empfangsgebäude mit Satteldach (etwa 11 m lang, 9 m breit und bis zum Dachfirst 10 m hoch), angebautem Güterschuppen und separatem Toilettenhäuschen. Bei bedeutenderen Bahnhöfen (Chabris, Vendœuvres) kam eine auf der anderen Seite angebaute Wartehalle hinzu.
Die Gebäude von Haltestellen wie Subtray, Faubourg d’Orléans und Terre-Neuve waren eingeschossig. Sie standen mit der Schmalseite – und zum Teil einer dazu rechtwinklig angebauten Wartehalle – zum Gleis.
Ein eindrucksvoller Bau ist das Empfangsgebäude des Bahnhofs Valençay im Stil der Neorenaissance, das 1993 unter Denkmalschutz gestellt wurde. Der Herzog von Talleyrand-Périgord, Eigentümer des Schlosses Valençay und seinerzeit Mitglied des Generalrats, wünschte ein seinem Sitz angemessenes Bauwerk, das er aus diesem Grund mitfinanzierte.
- Drehscheiben

Die Bahnhöfe Écueillé, Luçay-le-Mâle, Valençay und Chabris sowie die Haltestelle Les Quatre Roues wiesen Drehscheiben auf, mit deren Hilfe Güterwagen von Hand gedreht und verschoben werden konnten. Zum Beispiel waren in Valençay sieben parallele Gleise durch ein rechtwinklig dazu verlaufendes Gleis miteinander verbunden, wobei an jeder der Schnittstellen eine Drehscheibe existierte.
Der Durchmesser der Drehscheiben war der Länge eines zweiachsigen Wagens entsprechend gewählt, sie wurden aber auch für das Drehen von Dampflokomotiven genutzt.
- Wasserkräne

Die Wasserversorgung der Dampflokomotiven erfolgte meist in den Gemeinschaftsbahnhöfen mit der P.O., wo die Wasserkräne des B.A. an deren Leitungsnetz angeschlossen werden konnten. An Zwischenbahnhöfen wurden nur in zwei Fällen (Mézières-en-Brenne und Valençay) Wasserkräne installiert, da diese den Bau eines Wasserturms voraussetzten. In Valençay sind Turm und Kran noch vorhanden.

## Fahrzeuge

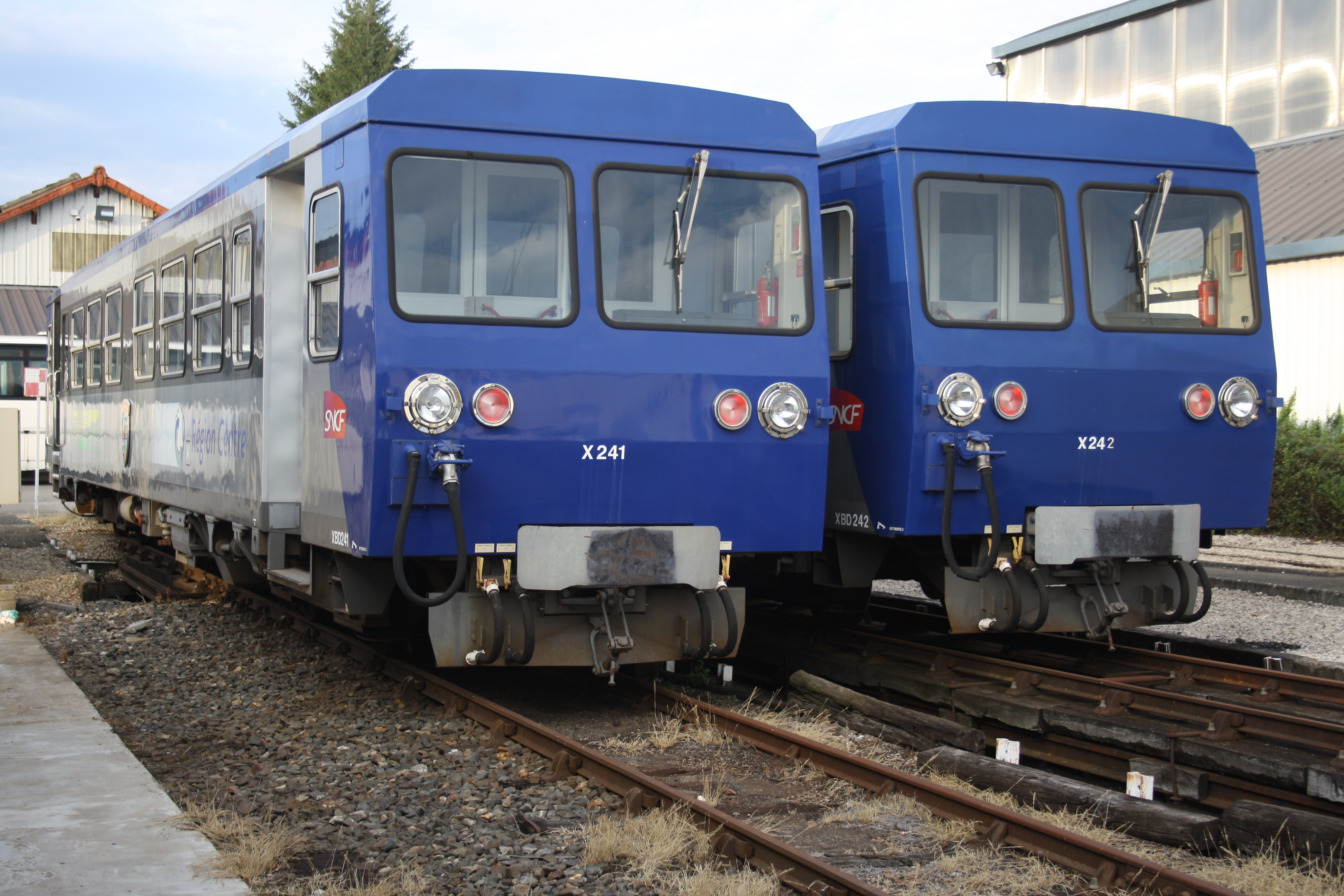
Modernisierte X 241 und X 242 im Depot Romorantin, im Hintergrund der ehemalige Lokschuppen, rechts die neue Triebwagenhalle

2003 wurden fünf neue Dieseltriebwagen (X 74501 bis 74505) in Dienst gestellt, 2010 kamen zwei ältere Triebwagen der Baureihe X 240 (X 241 und 242) aus den Jahren 1983/84 modernisiert wieder auf die Strecke.

### Dampflokomotiven
Ursprünglich wurden auf der Strecke dreiachsige, 15 t schwere Tenderlokomotiven eingesetzt. 1901 lieferten die Ateliers de construction du Nord de la France (ANF) die Maschinen mit den Betriebsnummern 21 bis 28, 1902 Buffaud & Robatel die Nummern 29 bis 36. Sie waren 7070 mm (über Puffer) lang und 2150 mm breit, ihre Höchstgeschwindigkeit lag bei 50 km/h. Je nach Streckenabschnitt konnten sie 90 bis 150 t ziehen. Der Abstand der ersten und letzten Kuppelachse war mit 2100 mm so gewählt, dass die Loks auf den Drehscheiben gewendet werden konnten. An Betriebsmitteln konnten sie 1000 kg Kohle und 800 l Wasser mitführen. Nach der Übernahme der Bahn durch die Staatsbahn SNCF erhielten sie Kylchap-Saugzuganlagen. Die Schornsteine wurden, um die Waldbrandgefahr zu mindern, mit großen Behältern für die Flugasche versehen. Einige der Maschinen erhielten für die Bremsanlage zusätzliche Drucklufttanks, die über dem Kessel angebracht wurden.
Gebraucht wurden die Maschinen 41 (1937 als Nr. 103 von den Tramways de l'Ain, davor Chemins de fer du Centre), 42 und 43 (1940 als Nr. 3504 und 3505 von der SE Allier) sowie 63 (1947 als Nr. 41 vom PO-Corrèze) erworben. Die 1913 bei Corpet-Louvet gebaute Nr. 41 war eine Mallet-Lok mit der Achsfolge C'C und bei der B.A. ein Einzelstück dieser Bauart. Sie war (ohne Puffer) 10,895 m lang, 2,45 m breit und wog leer 42 t. Für die Strecke der B.A. erwies sie sich wegen der hohen Achslast als schlecht geeignet und wurde selten eingesetzt. 1946 wurde sie an den PO-Corrèze weitergegeben und kam 1953 schließlich zum Réseau Breton.

### Dieselloks

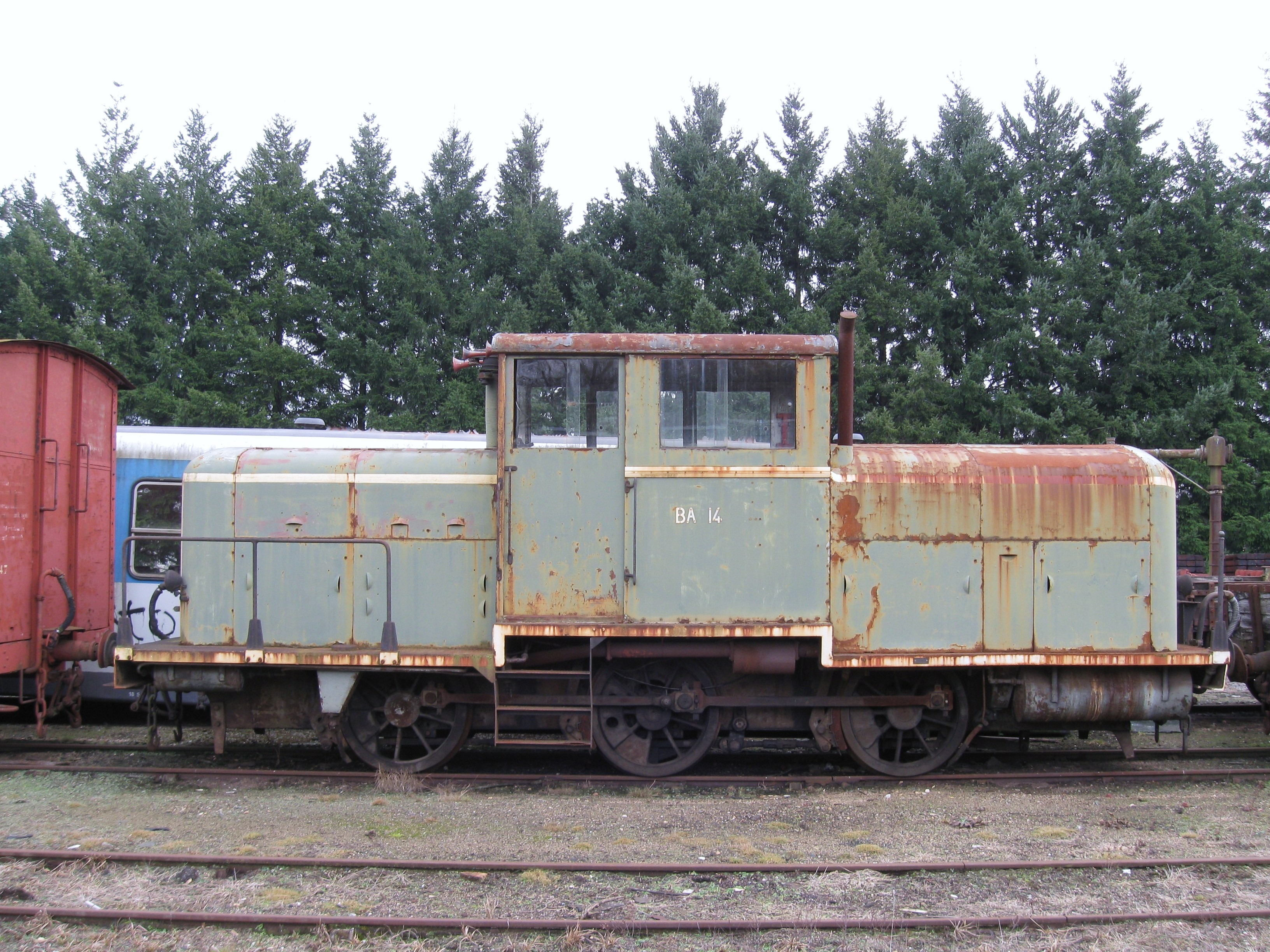
Diesellokomotive 14, abgestellt in Romorantin, 2009

1950 kam eine erste Kleinlokomotive mit Verbrennungsantrieb zum B.A., wo sie bis 1952 auf ihre Eignung für die Strecke geprüft wurde. Der „Locotracteur“ 201 war 1947 in Les Sables-d’Olonne unter Verwendung des Chassis einer C-gekuppelten Dampflokomotive entstanden und wurde zunächst im Netz der Tramways de la Vendée eingesetzt. Bereits 1944 hatte die C.F.D. in Saint-Jean-d’Angély auf dem Fahrwerk einer 1'C-Dampflok die Kleinlok Nr. 50 aufgebaut, die der B.A. im November 1951 von der C.F.D. Lozère gebraucht erwarb.
- Nr. 201: 6,69 m lang, 18 t schwer, Willème-Dieselmotor mit 132 kW Leistung
- Nr. 50: 6,40 m lang, 16 t schwer, Berliet-Dieselmotor mit 110 kW Leistung

1952 tauschte der B.A. die beiden Maschinen gegen die auf die gleiche Weise entstandenen dreiachsigen Diesellokomotiven 11 und 12. Die 1940/41 von der C.F.D. in deren Werkstatt Neuillé-Pont-Pierre umgebaute Nr. 11 lief ab 1946 in deren Netzen Indre-et-Loire und Yonne. Am 20. Februar 1952 wurde sie vom B.A. gekauft, wo sie im Güterverkehr bis zu dessen Einstellung eingesetzt wurde. 1989 wurde sie an die Bahnstrecke Nizza–Digne-les-Bains weitergegeben, dort war sie 2011 noch in Puget-Théniers im Rangierdienst im Einsatz. Der 1941 begonnene Umbau der Schwestermaschine 12 dauerte infolge des Zweiten Weltkriegs bis 1945. Sie kam am 8. Februar 1952 zum B.A. und wurde 1989 an den Chemin de Fer de la Baie de Somme verkauft. Beide Loks waren je 6,29 m lang und hatten ein Leergewicht von 16,53 t, der Dieselmotor von Willème leistete 132 kW.
1953 entstanden nach Plänen des Betriebswerks Romorantin in der SNCF-Werkstatt Périgueux unter Verwendung der Chassis der Dampfloks 25 und 28 zwei weitere Kleinloks, die die Nummern 13 und 14 erhielten. Die 8,45 m langen, 2,15 m breiten und 17,54 t schweren C-Kuppler erhielten einen 147 kW leistenden Dieselmotor von Willème. Lok 14 wurde im Februar 2001 abgestellt, Lok 13 war 2010 noch in Betrieb.

### Triebwagen

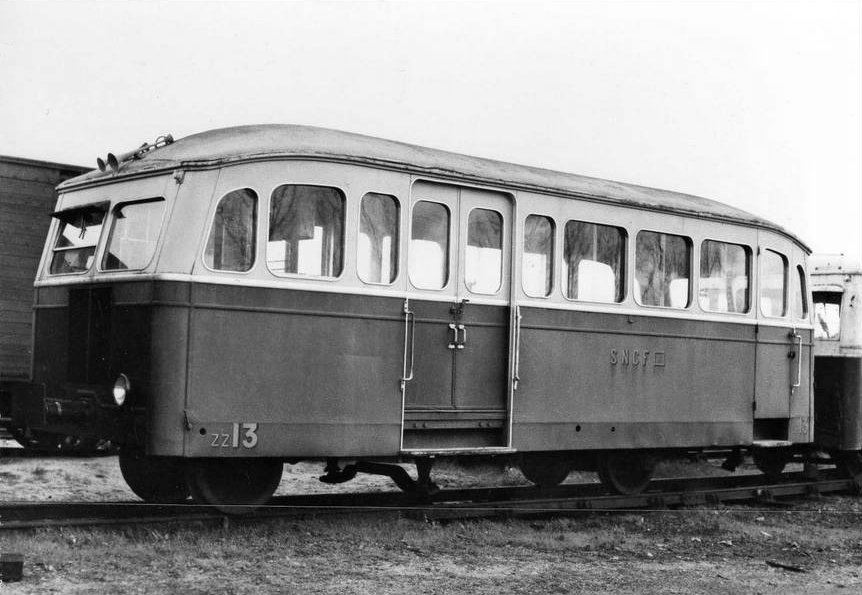
Triebwagen ZZ 13 von De Dion-Bouton, vom Tramway du Loiret übernommen, neu karossiert von Heuliez

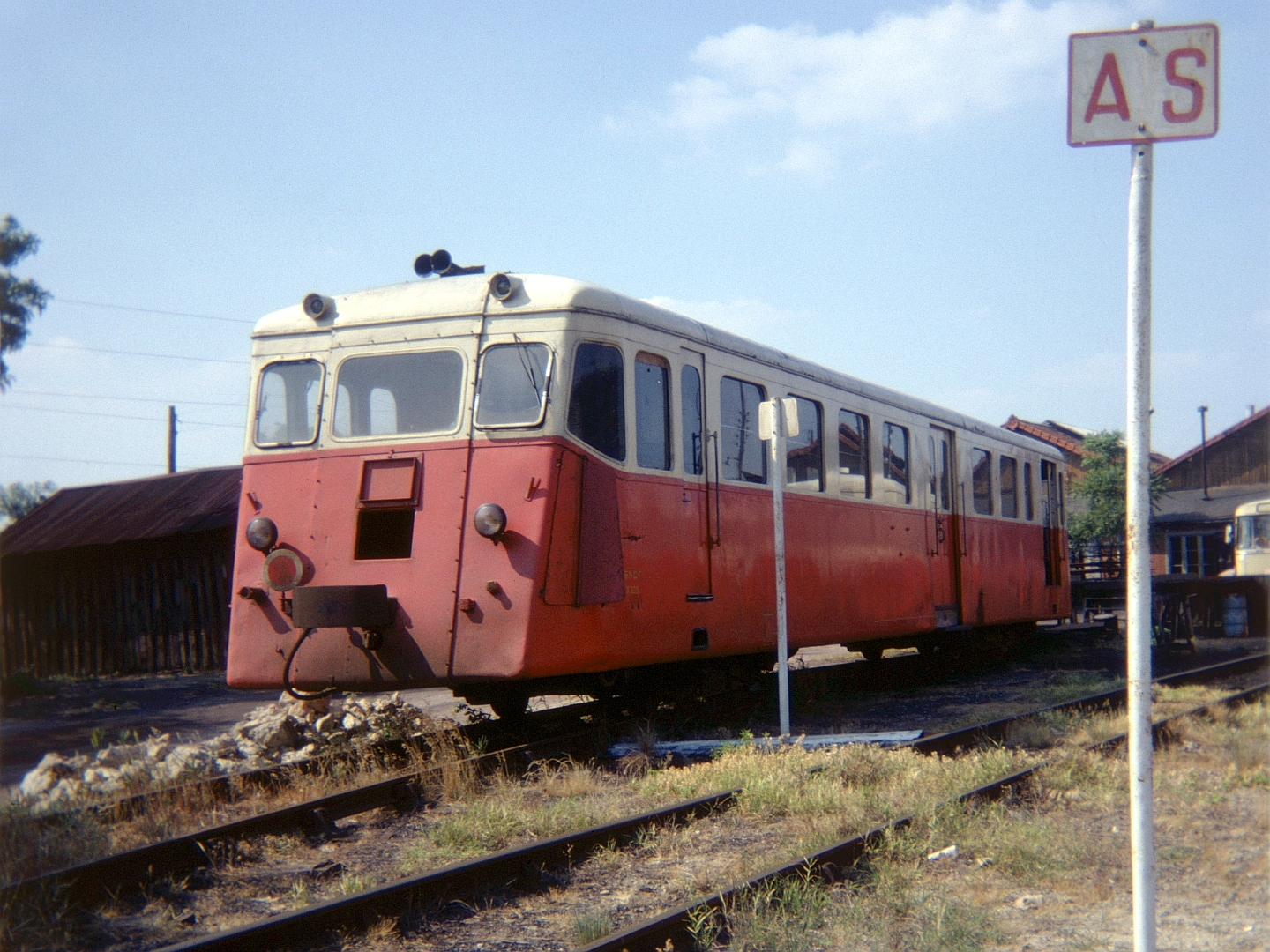
Triebwagen X 205 der Bauart OC2 von De Dion-Bouton in Romorantin, 1976

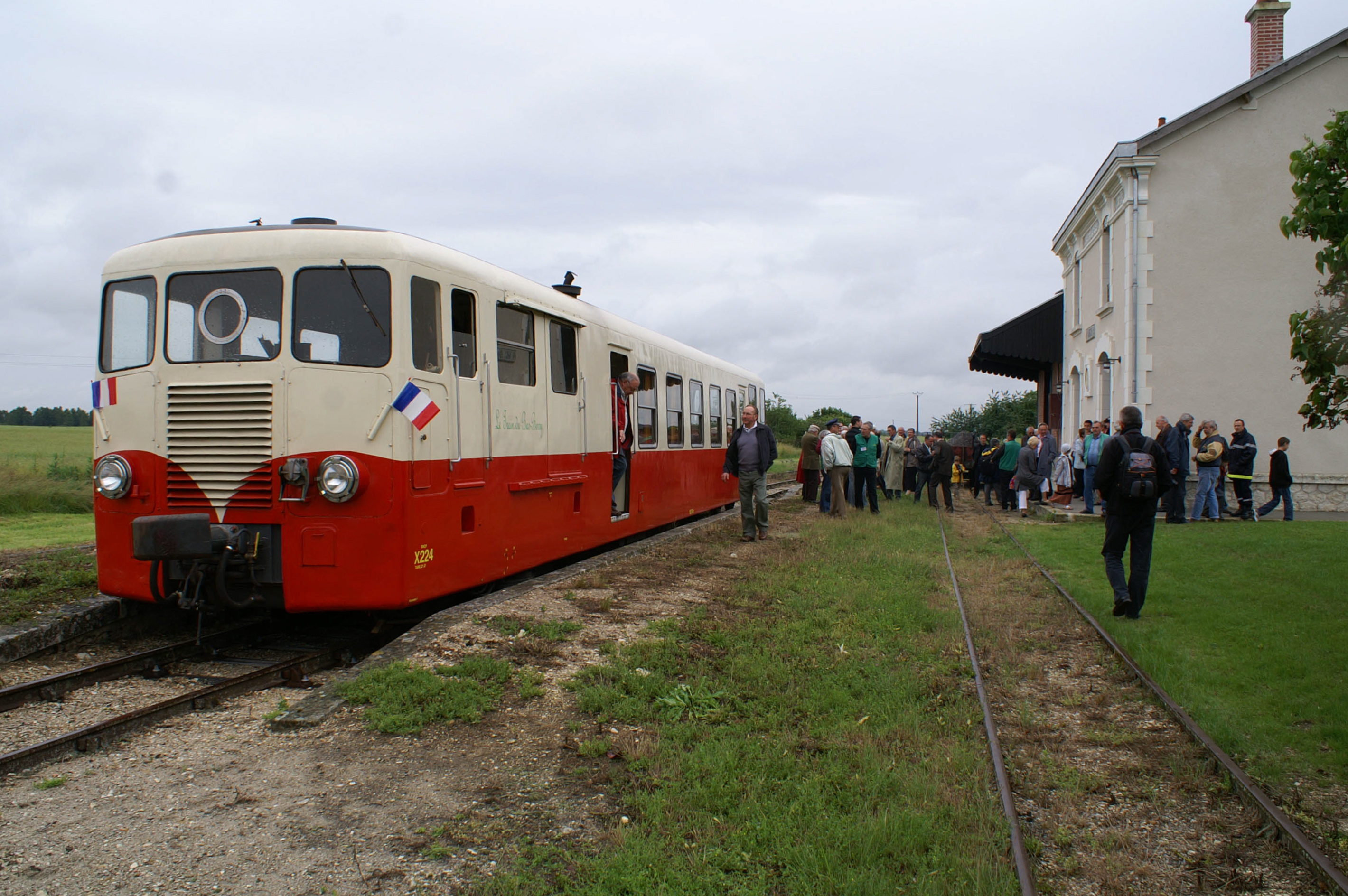
Nicht umgebauter Triebwagen X 224 beim Train du Bas-Berry in Argy

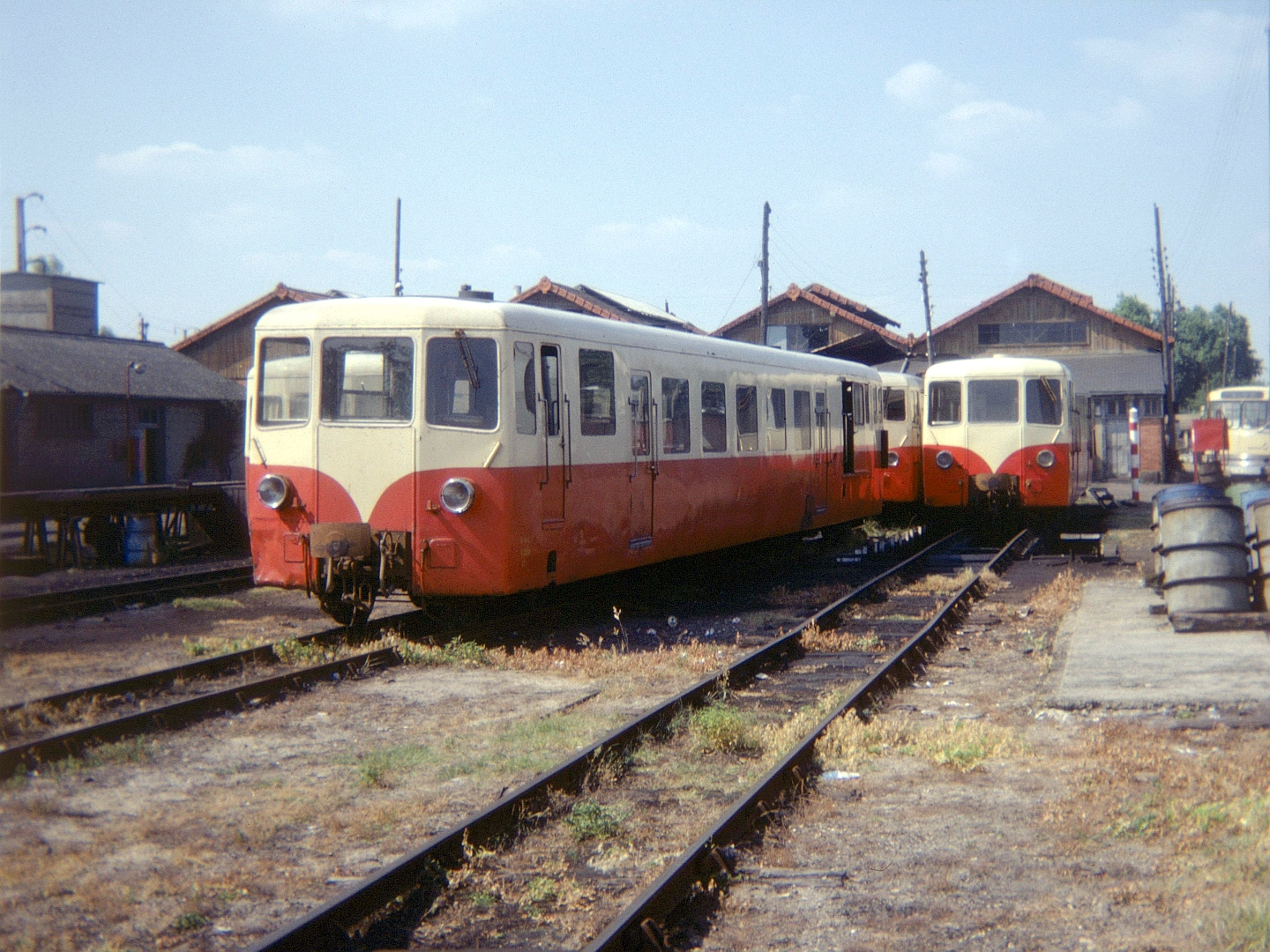
Triebwagen Baureihe X 220 (motorlose Enden) vor dem Umbau in Romorantin, 1976

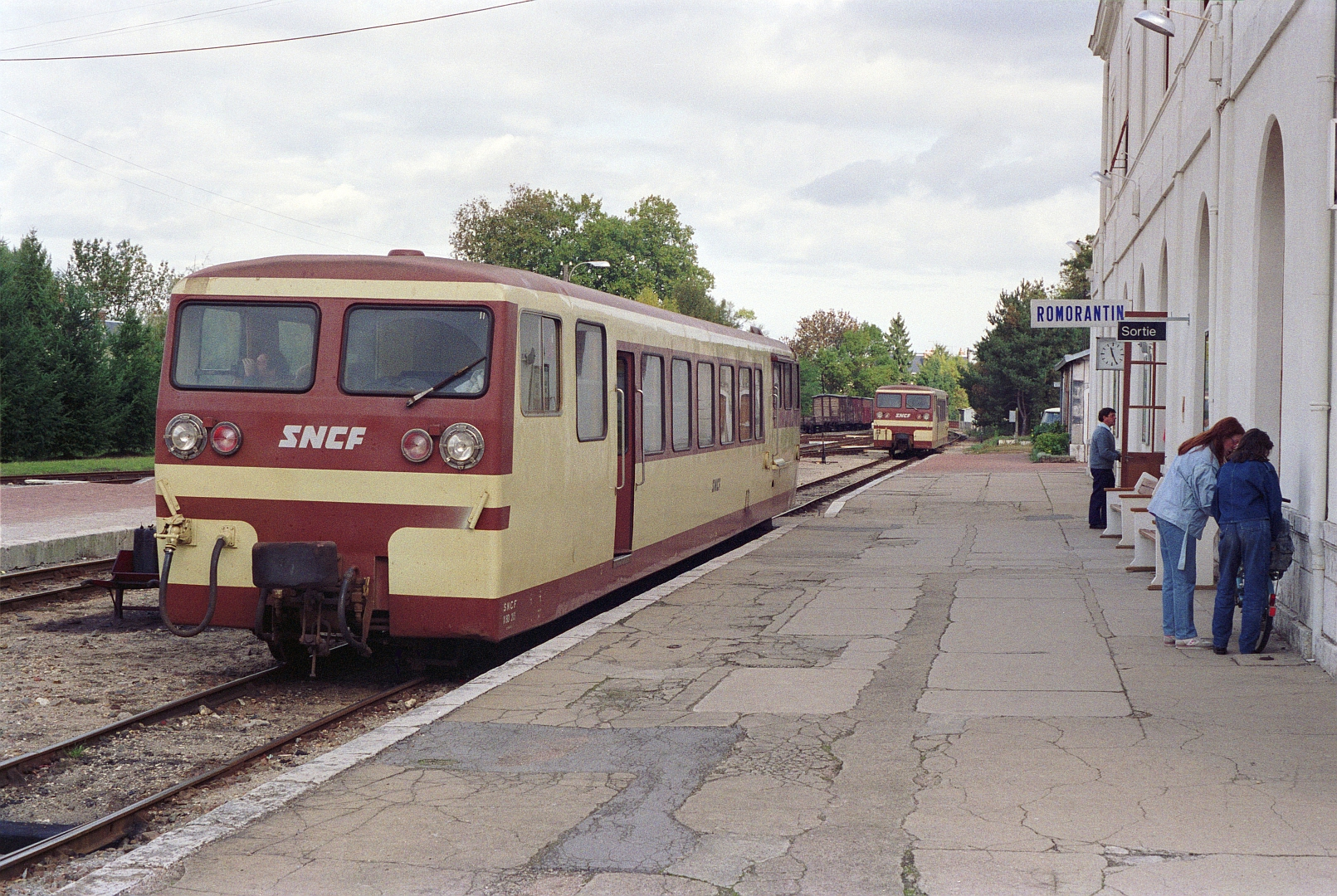
Umgebaute Triebwagen (motorlose Enden) in den Farben braun und creme der Sologne: X 213 (ehemals X 223) und X 214 (vormals X 221), 1989

Nachdem Georges Tartary 1921 einen zweiachsigen Schienenbus auf der Strecke erfolgreich getestet hatte, kaufte der B.A. 1924 einen Verbrennungstriebwagen der Bauart SC4 von Renault-Scémia. Dieser erfüllte die in ihn gesetzten Erwartungen jedoch nicht.
1936 kamen von der im Vorjahr eingestellten Compagnie des tramways du Loiret (CTL) drei De Dion-Bouton-Triebwagen des Typs JM1 zum B.A., die 1924 gebauten Einrichtungsfahrzeuge trugen die Nummern ZZ 11–13. Sie konnten mit einer unter dem Wagenboden angebrachten Drehvorrichtung gewendet werden und wurden vom B.A. (ZZ 11) bzw. Heuliez neu karossiert. 34 Fahrgäste fanden in den 5,6 bis 6,6 t schweren, 29 bis 33 kW starken Triebwagen Platz. Von den 1937 stillgelegten Tramways de l’Indre (T.I.) wurden zwei JA-Triebwagen (ebenfalls bei De Dion-Bouton gebaut) erworben, die aber nur als Ersatzteilspender für die JM1 dienten.
1934 hatte De Dion-Bouton, in Zusammenarbeit mit der Compagnie générale de construction et d'entretien du matériel de chemin de fer (Wagenkästen), die Schienenbusse A 21–24 des Typs MZ an die Tramways de l’Ain geliefert, die eine verlängerte und besser gefederte Version der Bauart ML waren. Diese Bahn wurde 1937 stillgelegt, die 8 t schweren Triebwagen kamen 1938 nach Romorantin und erhielten dort die Betriebsnummern ZZ 21–24. Ihr Motor hatte eine Leistung von 51 kW, 26 Sitzplätze waren vorhanden. Um das aufwendige Drehen der Einrichtungsfahrzeuge zu vermeiden, wurden sie meist Heck-an-Heck-gekuppelt eingesetzt. Die Wagen mit den Nummern 22–24 wurden 1954 abgestellt und anschließend verschrottet, die Nummer 21 ging an den Chemin de fer du PO-Corrèze.
Eine spürbare Verbesserung brachte der Erwerb von vier Billard-Schienenbussen der Bauart A 80 D, die vorher bei der CFD (Réseau de l’Yonne) eingesetzt waren. Deren Zweirichtungsausführung vereinfachte den Betriebsablauf, als erste Drehgestelltriebwagen (je ein Trieb- und ein Laufdrehgestell) des B.A. wiesen sie einen ruhigeren Lauf auf. Die 1937 in Tours gebauten, 1952 zum B.A. gekommenen Fahrzeuge mit den Nummern X 241-244 hatten einen 59-kW-Dieselmotor von Willème, sie waren über Puffer 11,36 m lang und 8 t schwer. Neben 32 Sitzplätzen wies der 2,40 m breite Wagenkasten ein Gepäckabteil mit einer maximalen Nutzlast von 1500 kg auf. 1967 wurden sie im Tausch gegen Verney-Wagen an den PO-Corrèze abgegeben.
1967 kamen sechs gebrauchte Triebwagen (X 201–206) der Bauart OC2 von De Dion-Bouton zum B.A., die 1939 für das Réseau Breton bestellt, aber erst 1946/47 gebaut worden waren. Mit 19,12 m Länge und 2,78 m Breite entsprachen sie nahezu Regelspurfahrzeugen. Die Leistung des Willème-Motors lag bei 132 kW, das Leergewicht bei 17,5 t; 80 Fahrgäste (51 Sitz- und 29 Stehplätze) und 2000 kg Gepäck konnten befördert werden. 1982 wurde der X 202 abgestellt, 1985 folgten X 204 und X 206. Letztere dienen als Ersatzteilspender für den X 205, der betriebsfähig zum Bestand des Train du Bas-Berry zählt.
1950 baute SCF Verney vierachsige Dieseltriebwagen der Baureihe X 210, von denen die Fahrzeuge X 211 und X 212 1967 vom PO-Corrèze zum Blanc-Argent kamen. Die einmotorigen Fahrzeuge haben eine Dauerleistung von 132 kW, sie sind 80 km/h schnell, 18,53 m lang und 23,5 t schwer. Die in den Jahren 1983/1984 modernisierten Triebwagen sind mit der Baureihe X 240 kuppelbar, sie sind beim Train du Bas-Berry und dem Chemin de Fer de la Baie de Somme erhalten.
Die Triebwagen X 213 (vormals X 223) und X 214 (vormals X 221) von SCF Verney gehörten ursprünglich zur Baureihe X 220, nach ihrer Modernisierung (u. a. geänderte Frontgestaltung) in den Jahren 1983/1984 wurden sie der Baureihe X 210 zugeordnet. Vier Fahrzeuge (X 221 bis X 224) waren 1950–1951 an den Blanc-Argent geliefert worden. Zusammen mit den zeitgleich erworbenen Billard A 80 D lösten sie die dampfbespannten Personenzüge endgültig ab. Zu den Triebwagen passend lieferte Verney die Beiwagen XR 702 und 703, der XR 701 kam 1968 vom PO-Corrèze hinzu. Die Triebwagen X 213 und X 214 sind beim Chemin de Fer de la Baie de Somme erhalten, X 224 (Baujahr 1951, nicht umgebaut) läuft beim Train du Bas-Berry. Der Wagen X 222 wurde nach einem Unfall im Jahr 1966 in den 1970er Jahren verschrottet.
Im Dezember 1983 und Januar 1984 wurden zwei einmotorige Dieseltriebwagen der Baureihe X 240 mit den Nummern X 241 und X 242 beschafft, die weitgehend dem 1981 beim B.A. getesteten X 5001 glichen. Die Dauerleistung der bei Socofer (vormals Établissements Billard) gebauten Fahrzeuge mit Sechs-Zylinder-Dieselmotoren von Poyaud beträgt 177 kW, ihre Höchstgeschwindigkeit 85 km/h. Die 18,28 m langen und 25 t schweren Wagen weisen 52 Sitzplätze auf, sie sind mit der Baureihe X 210 kuppelbar. Zuerst in den Farben der Sologne braun und creme lackiert, erhielten die auf die Namen Romorantin-Lanthenay (X 241) und Valençay (X 242) getauften Triebwagen später die Farben weiß und isabellablau des TER Centre. 2010 wurden sie modernisiert; seitdem ist jedoch kein Einmannbetrieb mehr möglich, weshalb sie nur eingeschränkt zum Einsatz kommen.
Fünf bei der CFD 2002 gebaute Dieseltriebwagen der Baureihe X 74500 (Nummern X 74501 bis X 74506) wurden Ende 2003 in Dienst gestellt. Die Motoren von MAN leisten 300 kW, die Höchstgeschwindigkeit beträgt 85 km/h, ist aber auf 70 km/h abgeregelt. Das hydrodynamische Getriebe ist vom Typ Voith T 211 RZE SP. Bei einer Länge von 26,24 m sind die Gelenkwagen 40,5 t schwer, sie bieten 60 Sitzplätze und 15 Klappsitze.

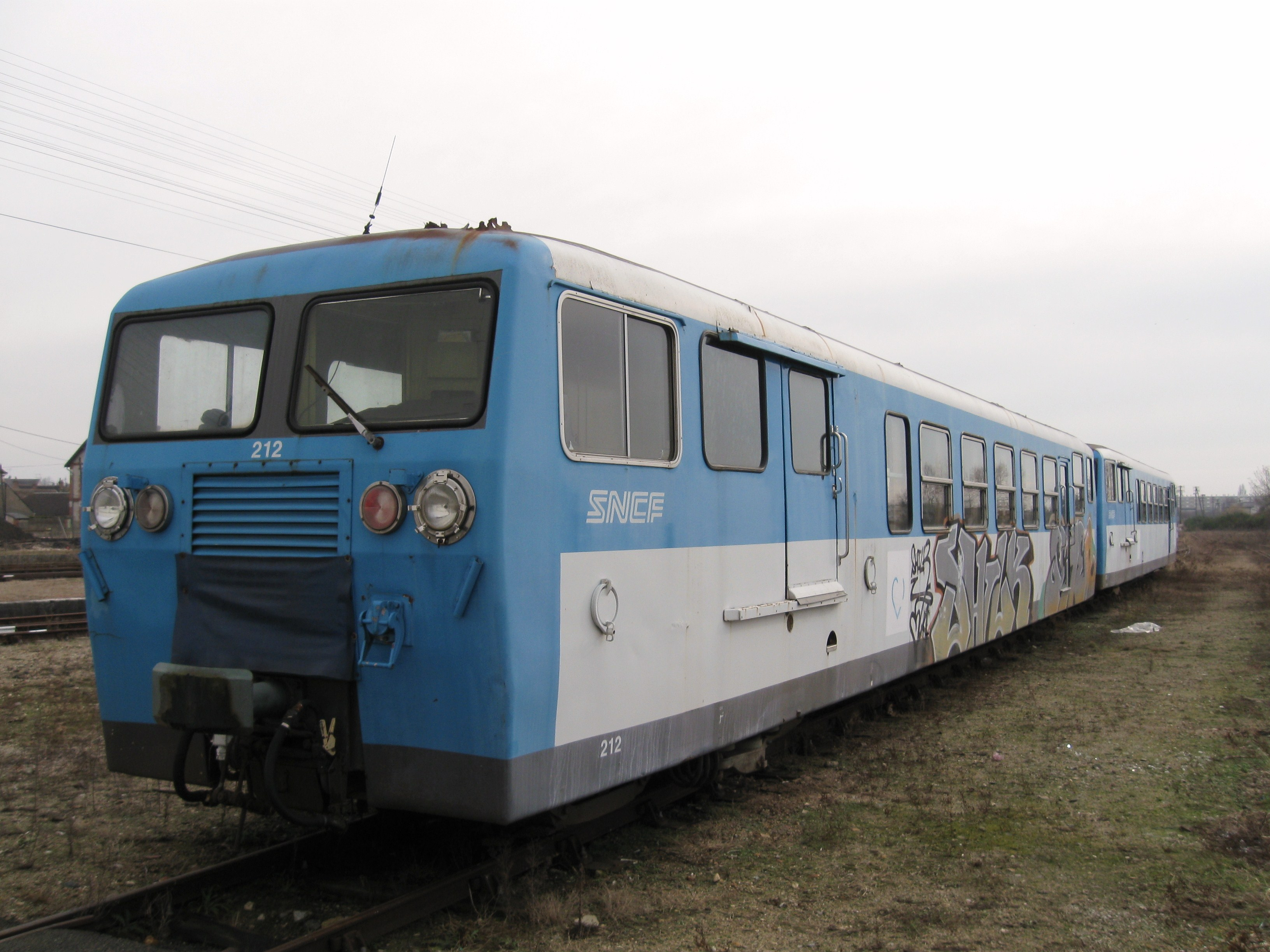
Modernisierter X 212 von SCF Verney in Romorantin, 2009
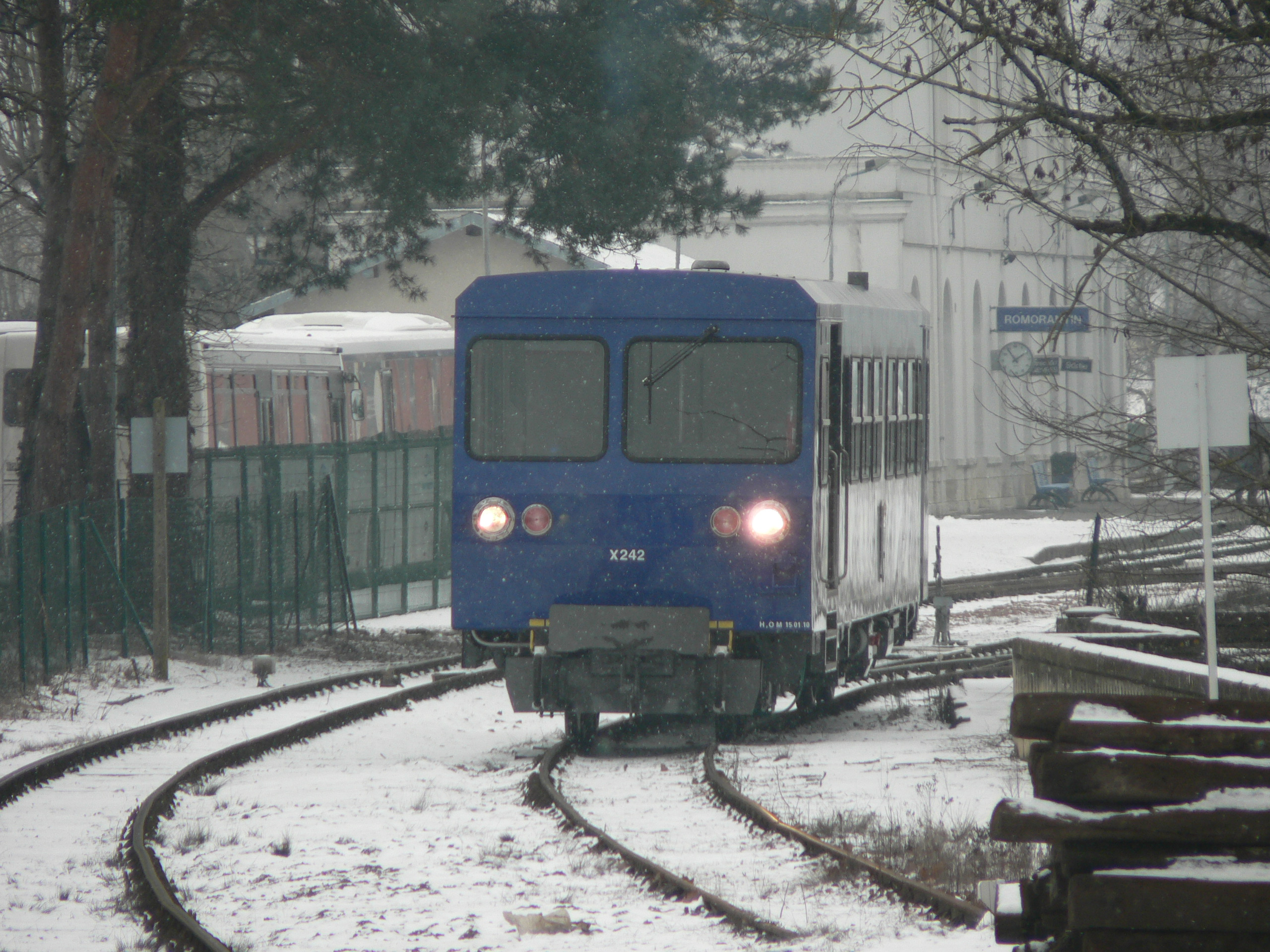
Triebwagen X 242 auf dem nördlichen Ausziehgleis in Romorantin, 2010
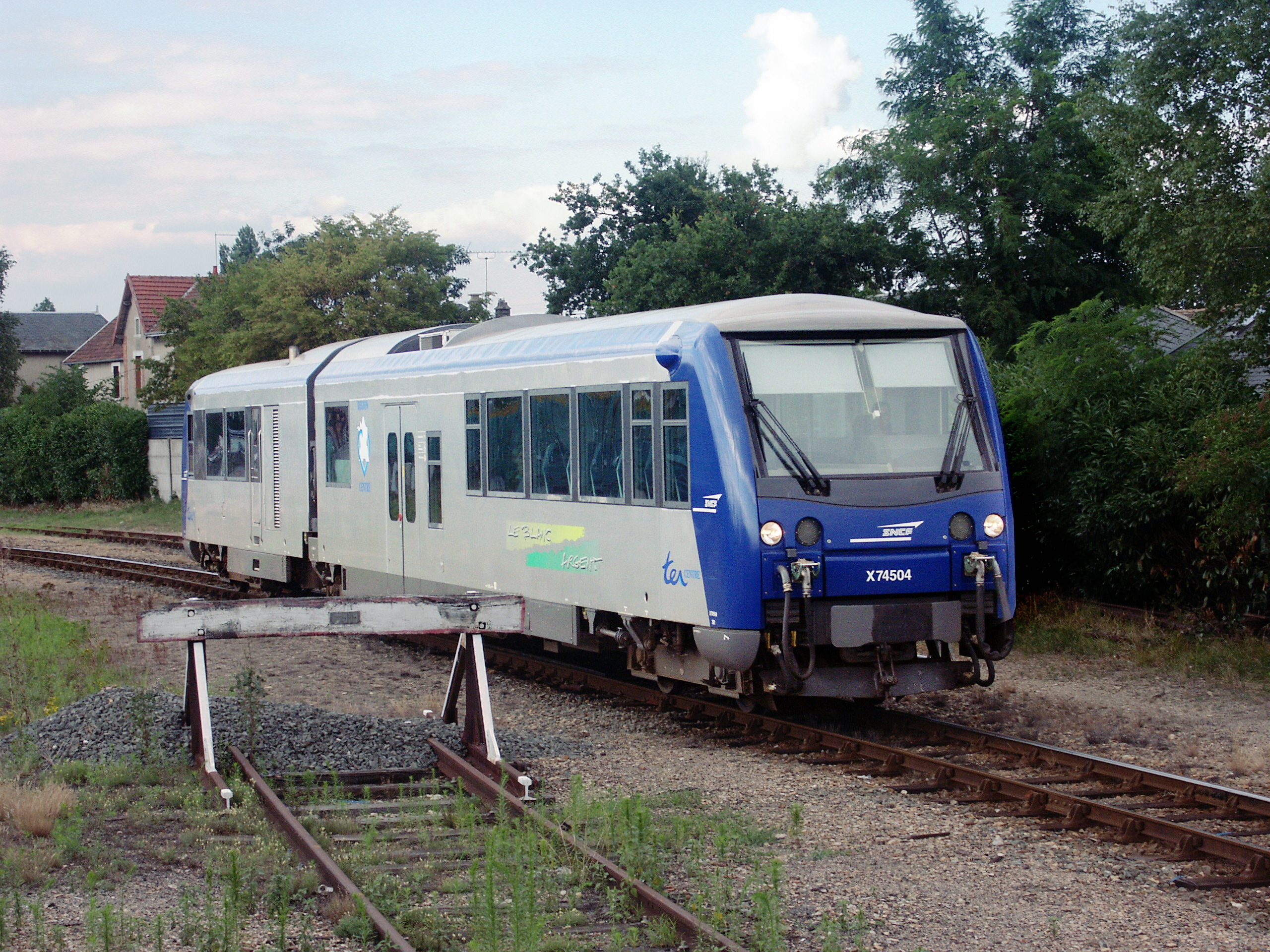
Dieseltriebwagen X 74504 bei der Ausfahrt aus dem Bahnhof Salbris
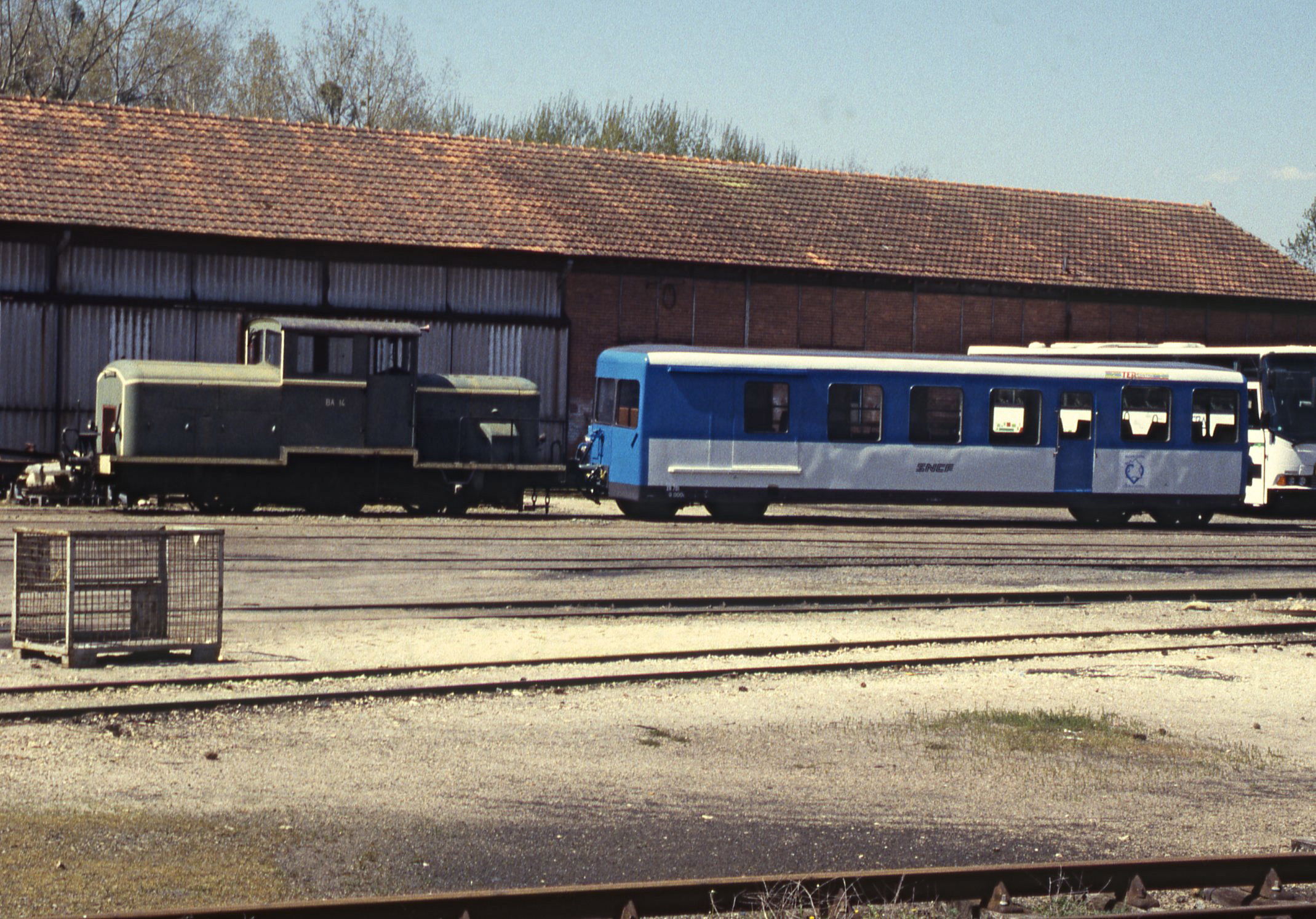
Lok 14 und Beiwagen XR 701 in Romorantin, 1998

### Personenwagen

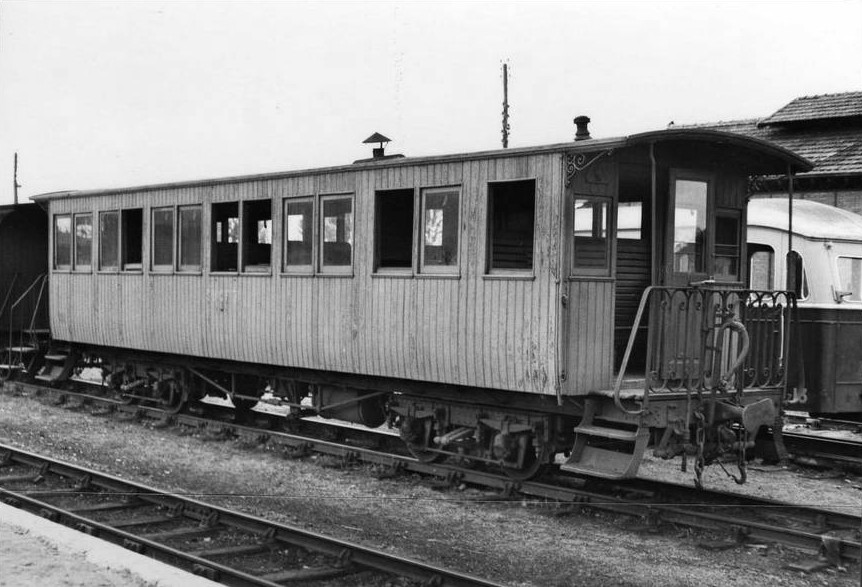
Wagen der Serie AByf 91–95

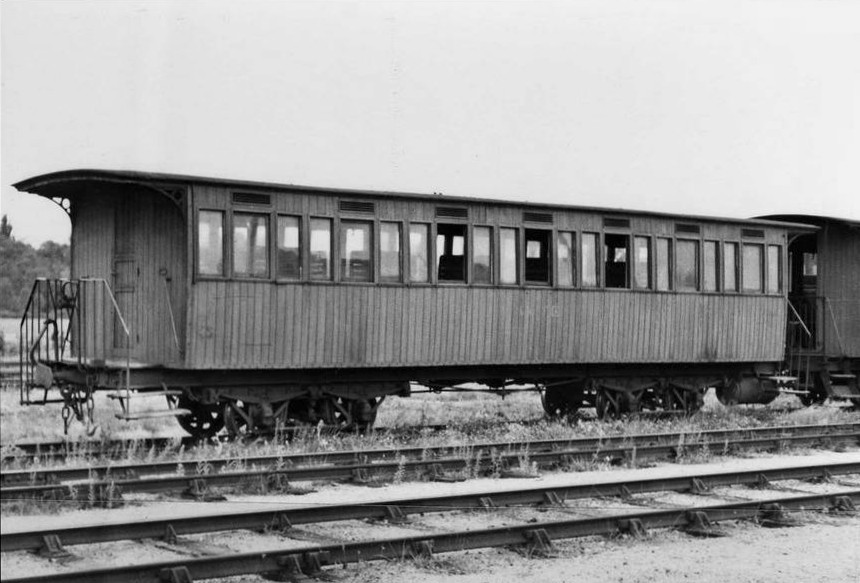
Wagen der Serie Byf 61–67

Anfänglich verfügte der B.A. über zweiachsige Abteilwagen ohne Durchgangsmöglichkeit mit seitlichen Türen, die A.N.F. Blanc-Misseron geliefert hatte. Vorhanden waren acht Wagen der 1. (Nummern A 1 bis A 8), zehn der 1. und 2. (AB 81 bis AB 90) und 38 der 2. Wagenklasse (B 21 bis B 58). Sie waren 6,80 m lang (über Puffer) und 2,25 m breit, der Abstand der Achsen voneinander betrug 2,60 m. Der Wagenkasten in Holzbauweise war unten leicht eingezogen.
In der 1. Klasse gab es Polstersitze, in der 2. lediglich Bänke aus Holzlatten. In die Wände zwischen den Abteilen waren verglaste Gucklöcher eingelassen. Geheizt wurde mit Wärmflaschen, die auf den Bahnsteigen bereitstanden, die Beleuchtung erfolgte mit Petroleumlampen. Später wurde eine elektrische Beleuchtung installiert, für die ein Generator an einer Achse des Packwagens den Strom lieferte.
Von der SE Allier erhielt der B.A. 1940 30 Drehgestellwagen mit offenen Plattformen. Davon waren sechs Wagen (ABf 57–61) gemischtklassig (1. und 2. Wagenklasse), 13 Wagen (ABDf 111–123) gemischtklassig mit Gepäckabteil und 11 Wagen (Bf 211–212, 219–224, 351–353) führten nur die 2. Klasse. Im April des folgenden Jahres gab der B.A. 15 der Wagen an den SE Allier zurück, die restlichen erhielten eine elektrische Beleuchtung entsprechend den Zweiachsern und wurden umnummeriert (AByf 91–95, ABDf 121–123 und Byf 61–67). Nach der Aufgabe des lokbespannten Personenverkehrs im Jahr 1952 wurden sie abgestellt, kein Exemplar blieb erhalten.

### Fremde Fahrzeuge beim B.A.
Aufgrund der – angesichts einer erwogenen späteren Umspurung – günstigen Trassierung, die für eine Schmalspurbahn verhältnismäßige hohe Geschwindigkeiten zuließ, wurde der B.A. wiederholt für Testfahrten genutzt.
1920 kaufte der Ingenieur Georges Tartary, Verwalter der Bahngesellschaft Tramways des Deux Sèvres, dem Militärdepot Gièvres Lastkraftwagen der United States Army ab, um sie zu Schienenbussen umzubauen. Am 26. November 1921 testete er ein solches Fahrzeug auf der B.A.-Strecke zwischen Romorantin und Valençay, wo es mit der erstaunlichen Geschwindigkeit von 44 km/h verkehrte.
Im Dezember 1938 weilte ein Billard-Triebwagen der Bauart A 250 D auf der Strecke. Das für die Abidjan-Niger-Bahn gebaute Fahrzeug erreichte Geschwindigkeiten von bis zu 93 km/h. Sogar 100 km/h schnell war im Juni 1957 ein dreiteiliger Triebzug des Typs 5110, den Renault für die Bahn von Blida nach Djelfa gebaut hatte.
Zwischen Salbris und Luçay-le-Mâle wurde im Zeitraum vom 13. bis zum 29. Oktober 1981 wurde der Dieseltriebwagen X 5001 erprobt. Das vierachsige Fahrzeug war für die Chemins de fer de la Corse (CFC) bestimmt und wurde anschließend mittels Tieflader auf der Straße nach Bastia transportiert.

## Private Gleisanschlüsse
Der B.A. wies dreizehn private Gleisanschlüsse auf, die größtenteils im Zeitraum 1940 bis 1975 genehmigt, errichtet und wieder stillgelegt wurden:
- La Folie in Buzançais bei km 279,142 (1947–1949)
- Villemont in Argy (Silo; gebaut 1957; seit 1990 regelspurig)
- Coopérative des Agriculteurs de l’Indre in Écueillé bei km 254,837 (Agrargenossenschaft Indre; ab 1942)
- Laiterie de Luçay-le-Mâle (Molkerei Luçay-le-Mâle; 1948–1975)
- Couade in La Gauterie bei km 240,305 (1947–1961)
- Coopérative des Agriculteurs de l’Indre in Valençay bei km 235,210 (ab 1942)
- Four à chaux M. Berthet in Varennes-sur-Fouzon bei km 229,308 (Kalkofen; 1953–1958)
- Bisson in Les Quatre-Roues (1944–1958)
- Camp de Michenon zwischen La Ferté-Imbault und Salbris (Militärlager; 1940–1953)
- Couade in Les Loges bei km 185,130 (1949–1973)
- zur Anlieferung von Mergel zur Bodenverbesserung zwischen Pierrefitte und L'Étang-des-Bordes bei km 198,531 (1902–1914)
- zur Holzabfuhr in L'Étang-des-Bordes
- S.F.T.M.P. in Brinon-sur-Sauldre (Kunststoffwerk; 1968–1973)

## Train du Bas-Berry

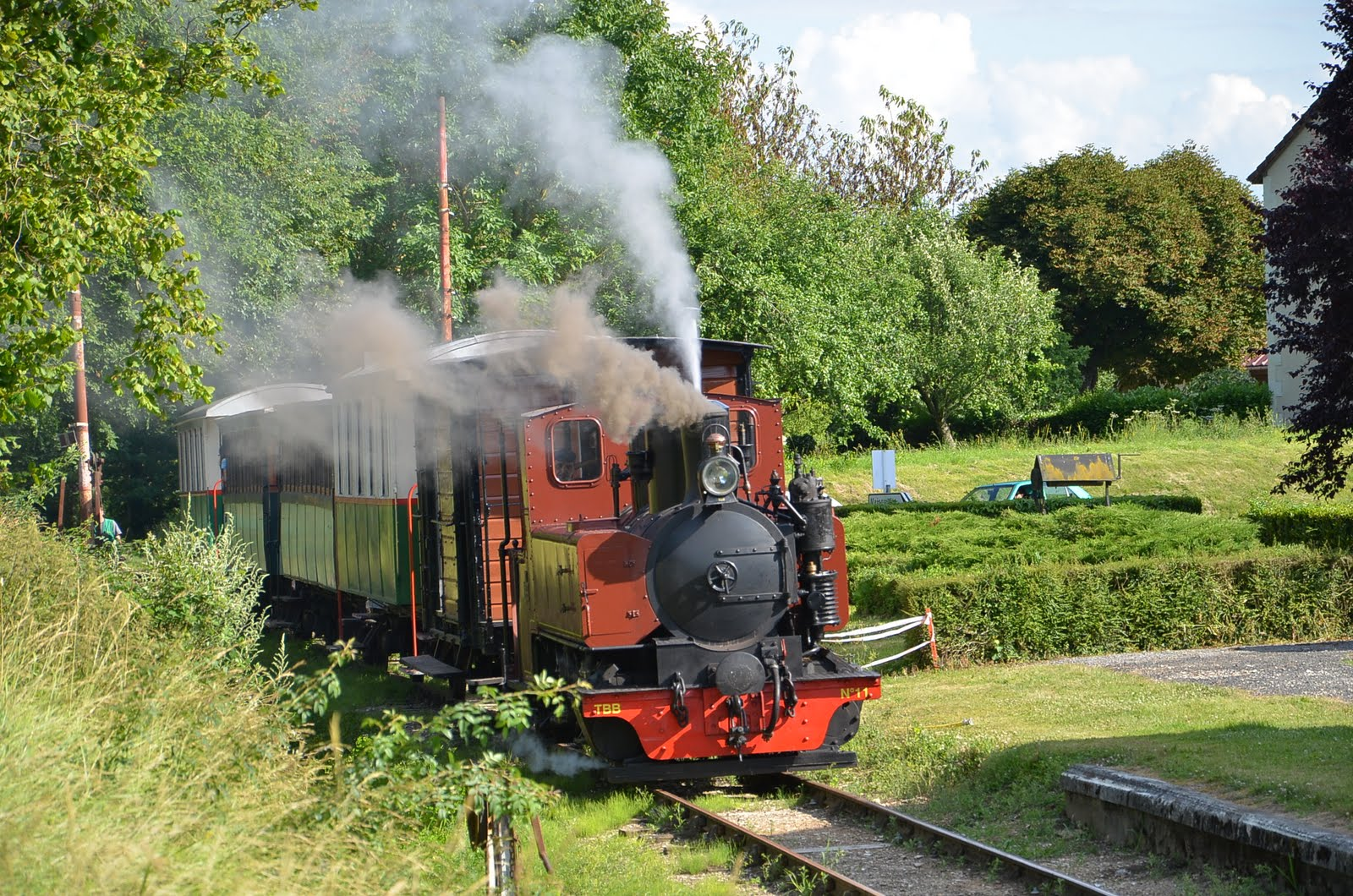
Zug der Museumsbahn Train du Bas-Berry in Heugnes

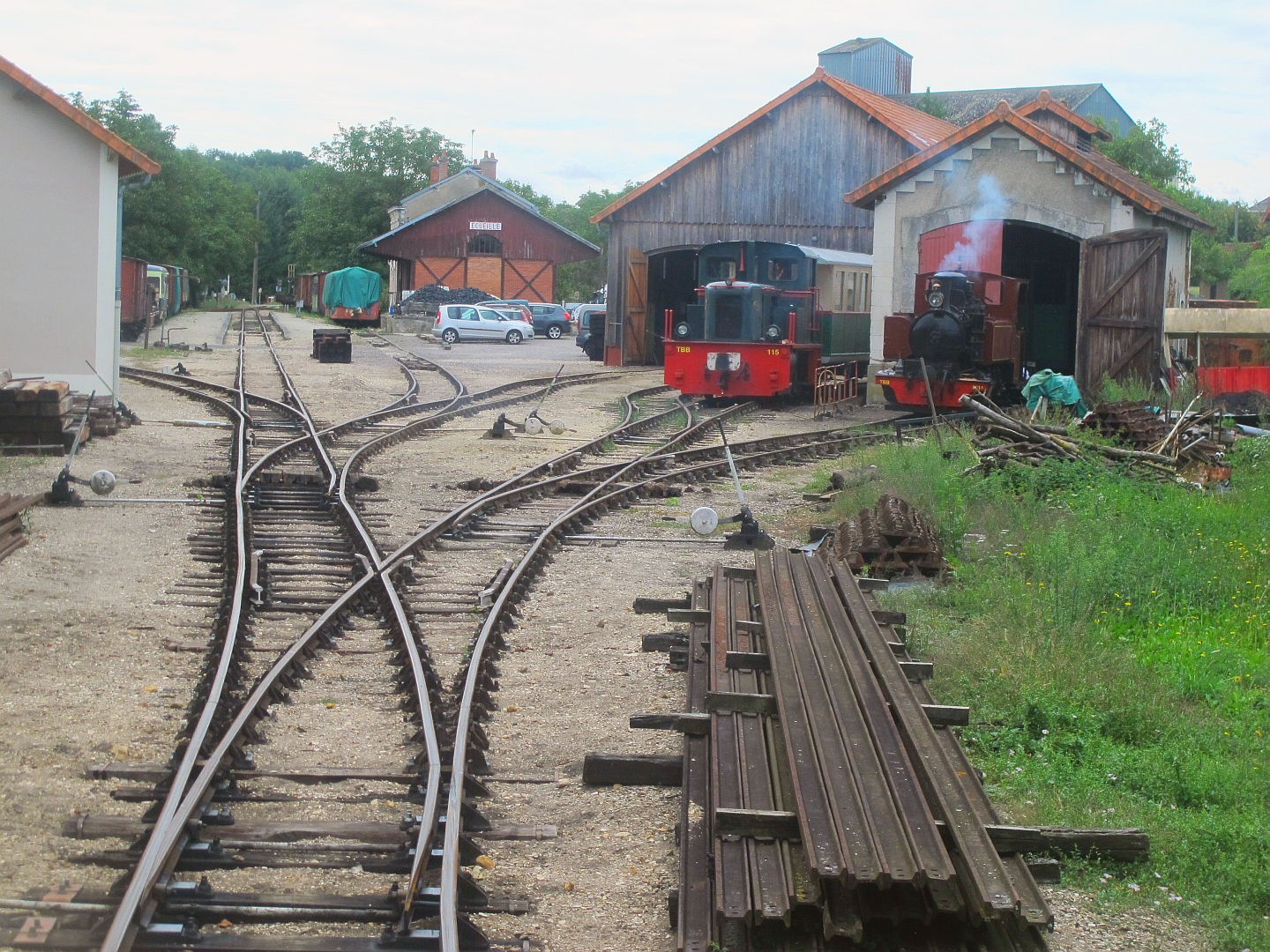
Bahnhof Écueillé, Betriebsmittelpunkt des Train du Bas-Berry

Die Société pour l'Animation du Blanc Argent (SABA) führt seit 1995 unter dem Namen Train du Bas-Berry einen Museumsverkehr auf dem denkmalgeschützten Streckenabschnitt von Argy nach Luçay-le-Mâle durch. Eingesetzt werden dampfbespannte Züge mit der zweiachsigen Tenderlokomotive 11 sowie drei Dieseltriebwagen. Weitere Fahrzeuge, darunter die in Aufarbeitung befindliche Dampflokomotive 24 (Vierkuppler) und zwei Deutz-Diesellokomotiven (vormals Euskirchener Kreisbahnen) ergänzen den Fahrzeugpark. Von den ehemaligen Triebwagen des Blanc-Argent sind die Fahrzeuge X 205 (Baujahr 1947), X 211 (Baujahr 1951) und X 224 (Baujahr 1951) vorhanden. Betriebsmittelpunkt ist der Bahnhof Écueillé, gefahren wird überwiegend sonntags von Mai bis September.